# Chiesa di San Michele (Hildesheim)

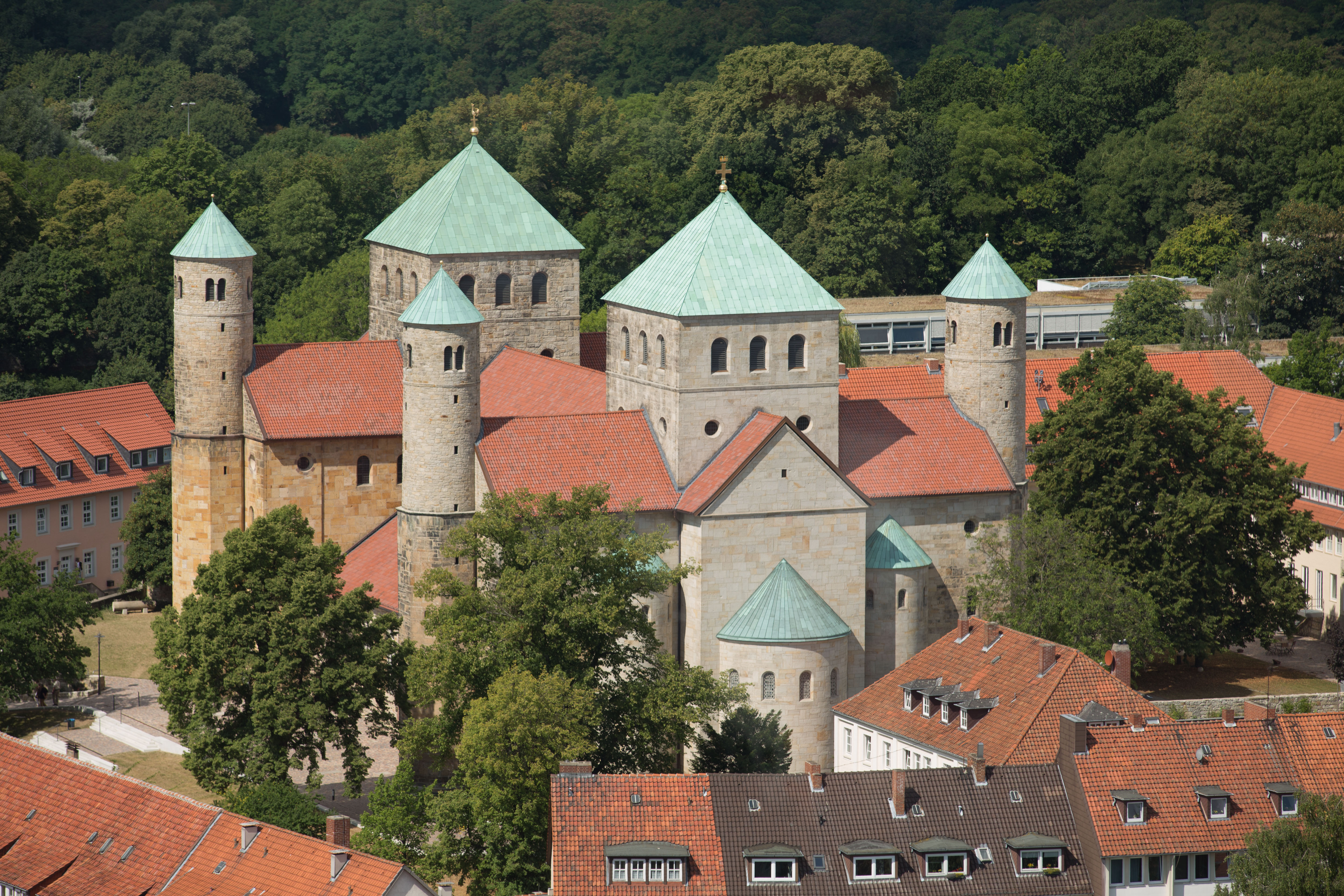
Vista dal campanile della Andreaskirche

La chiesa di San Michele a Hildesheim (Michaeliskirche), è una chiesa ottoniana. Fino alla Riforma protestante era la chiesa abbaziale dell'omonima abbazia benedettina. Oggi è una chiesa parrocchiale evangelica luterana. La cripta di Bernoardo appartiene alla parrocchia cattolica del centro città ed è utilizzata per le messe nei giorni feriali. Dal 1985 la chiesa è stata dichiarata Patrimonio dell'Umanità dall'UNESCO insieme alla cattedrale di Hildesheim.

## Storia

### Fondazione

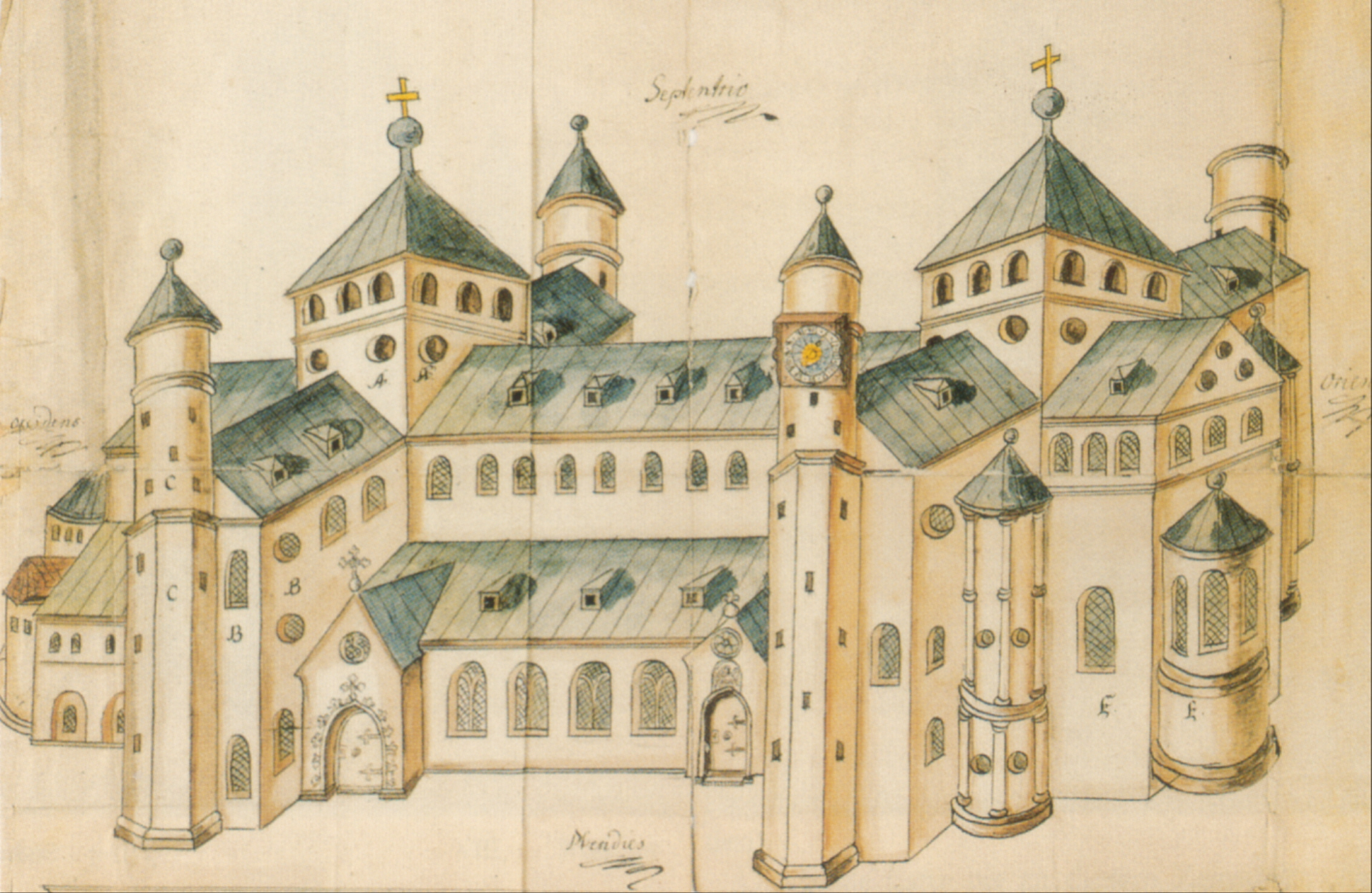
Disegno del 1662

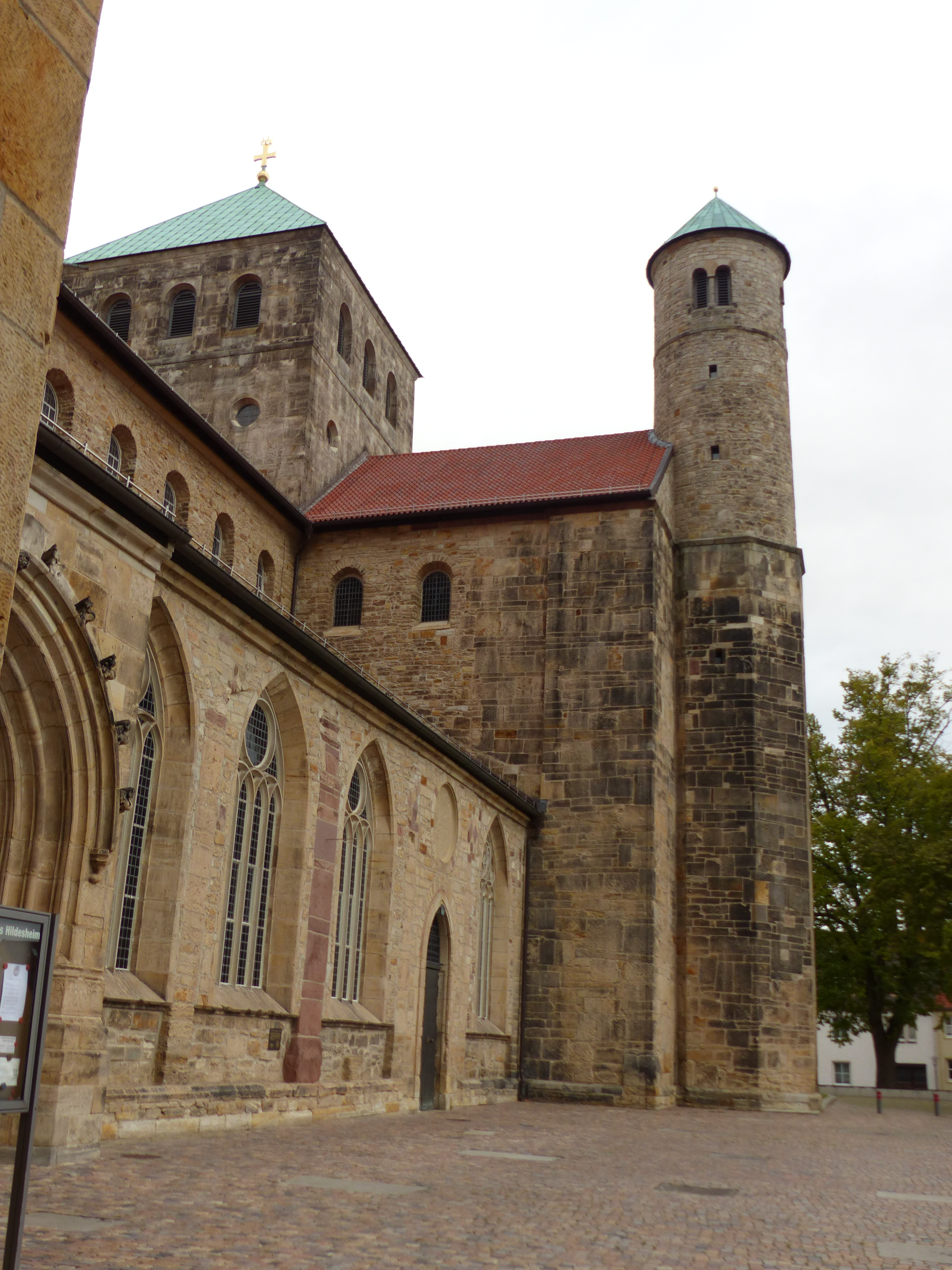
Facciate in parte curate blocchi ruvidi, in parte realizzati con pietra grezza di cava

Dopo essere entrato in carica nel 993, il vescovo Bernoardo di Hildesheim fece costruire una cappella sulla collina a nord del castello della cattedrale di Hildesheim. Consacrò questa cappella il 10 settembre 996 alla Santa Croce, dalla quale aveva ricevuto un frammento da Ottone III. In un testamento non datato, Bernoardo diede diversi beni per la vita del clero stabilito lì con il suo preposto, inclusa la sua chiesa a Burgstemmen. Nel corso del suo episcopato, Bernoardo ampliò la cappella in un grande monastero benedettino e gli lasciò in eredità tutti i suoi beni in un secondo testamento del 1 novembre 1019.
Un blocco di pietra dalla torre delle scale a sud-ovest con l'anno 1010 può essere visto come una delle dodici pietre di fondazione per la chiesa abbaziale. Bernoardo determinò la cripta occidentale di questa chiesa come suo luogo di sepoltura e luogo di costante preghiera per lui e dedicò il complesso a san Michele Arcangelo. La cripta venne aperta il giorno di San Michele, il 29 settembre 1015. La chiesa fu parzialmente consacrata il giorno di San Michele nel 1022. Bernoardo morì il 20 novembre 1022 nel Michaeliskloster e fu sepolto nella cripta. L'intera chiesa fu consacrata il giorno di San Michele del 1033 dal successore di Bernoardo, Gottardo.
La ricerca discute quale contributo abbia dato Bernoardo come architetto. C'è accordo sul fatto che Bernoardo abbia contribuito alla costruzione della chiesa ben oltre che come committente e di costruttore. Lo storico dell'architettura Hartwig Beseler lo ha definito Architectus sapiens, il "creatore spirituale del concetto spaziale". Era quindi responsabile della concezione dell'architettura (dispositio). L'architetto responsabile della constructio è spesso indicato essere il primo abate (dal 1022 al 1030) Goderam. Entrambi aderivano ai principi di Boezio e soprattutto di Vitruvio, tramite il suo De Architectura.
Alcuni ricercatori sospettano che le porte di bronzo della cattedrale di Hildesheim a partire dal 1035 fossero originariamente per San Michele, poiché la loro iscrizione dice che il loro fondatore Bernoardo li fece attaccare al "tempio degli angeli" (templum angelicum) nel 1015. Questa ipotesi è stata alimentata da osservazioni storiche di culto, secondo cui il templum angelicum sarebbe identificabile con un patronato di San Michele. La chiesa potrebbe aver avuto la porta di bronzo sulla navata sud, nell'ingresso accanto alla torre della scala occidentale, dove - non lontano dalla pietra di fondazione - sono stati trovati anche i resti delle fondamenta di un vestibolo. Le indagini radar sull'ingresso occidentale della cripta hanno rivelato una discontinuità strutturale larga 250 cm, che è in accordo con la larghezza odierna della porta di bronzo di 227 cm.
Anche la Colonna di Cristo di Bernoardo, portata in cattedrale all'inizio del XIX secolo, aveva la sua collocazione originale in San Michele. La colonna è chiaramente documentata a est, dietro l'altare della Croce. La sua posizione sotto l'arco trionfale è stata confermata durante gli scavi del 2006. Il grande crocifisso in bronzo su questa colonna fu rovesciato dagli iconoclasti e fuso nel 1544. Per il periodo di ristrutturazione della cattedrale, dal 30 settembre 2009 all'agosto 2014, la colonna è stata riportata alla chiesa di San Michele. I programmi pittorici biblici dei rilievi sulla colonna di Cristo e le porte di Bernoardo sono strettamente correlati tra loro.

### Dalla fondazione al XIX secolo
Il santo fondatore Bernoardo volle che alla sua morte fosse sepolto in questo luogo. Ciò non fu possibile poiché Bernoardo morì nel 1022, cioè undici anni prima della consacrazione della chiesa avvenuta nel 1033. Il successore, Godehard, trasferì le spoglie del vescovo nella cripta della chiesa una volta che fu ultimata.
Il grande lampadario a ruota di Bernoardo, che era appeso sopra l'altare a croce davanti alla colonna di Cristo, si ruppe durante la i lavori edilizi del 1662.

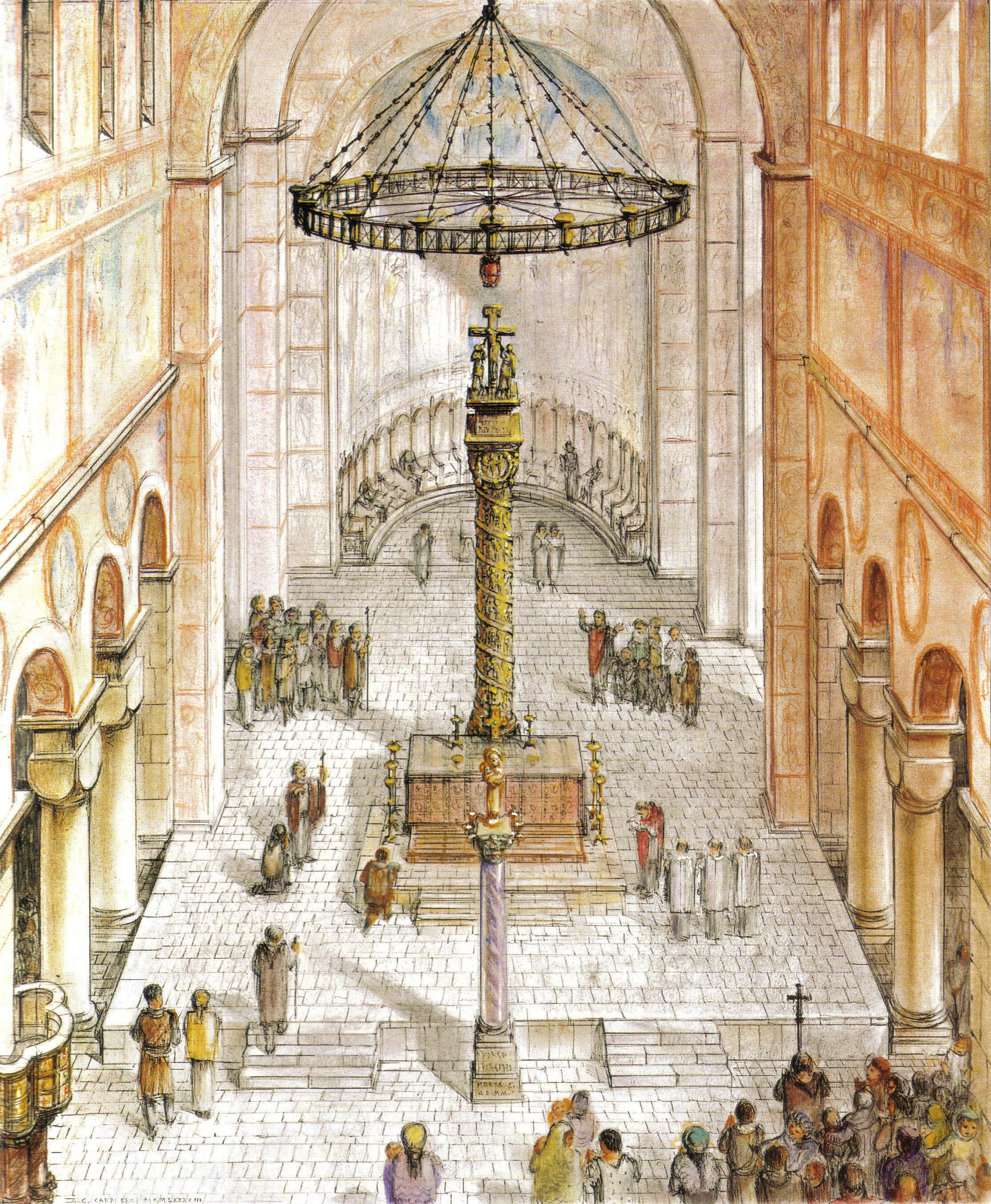
Ricostruzione grafica (A. Carpiceci / B. Gallistl) del coro est di Bernoardo con la Colonna di Cristo e gli altri arredi liturgici.

Un incendio scoppiò nella chiesa già nel 1034. Dopo il restauro, fu riconsacrata nel 1035, cosa che accadde di nuovo nel 1186 dopo un altro incendio e una ristrutturazione, compreso il rinnovo di quasi tutte le colonne della navata, sotto il vescovo Adelog. Tra il 1171 e il 1190 furono realizzati i capitelli istoriati. Un'importante testimonianza liturgica di questo tempo è il Sacramentario di Ratmann del 1159. Con una miniatura che raffigura Bernoardo accanto all'Arcangelo Michele alla stessa altezza, dimostra che i monaci venerarono il fondatore del loro monastero come un santo anche prima della sua canonizzazione.
Nel 1192 Bernoardo fu canonizzato. Dal 1194 al 1197 furono realizzati i rilievi in stucco della barriera corale del Coro degli Angeli, all'ingresso della cripta. Il soffitto ligneo dipinto nella navata centrale fu costruito intorno al 1230. Nel 1250 fu (ri)costruito il chiostro, che collegava la chiesa con l'antica cappella del monastero dell'abbazia, che era usata prima della costruzione della chiesa di San Michele.
Nel primo terzo del XVI secolo, Henning Rose operò nel convento di San Michele, cercando di accrescerne l'importanza producendo diversi falsi documentari, alcuni dei quali hanno ancora effetto oggi.
Il 12 novembre 1542, dopo che la Riforma protestante fu introdotta a Hildesheim, San Michele divenne una chiesa parrocchiale evangelica luterana. Il convento benedettino rimase in vita fino alla secolarizzazione nel 1803 e gli fu permesso di utilizzare la "piccola Michaeliskirche" nel chiostro e la cripta di Bernoardo per il culto. La cripta è ancora oggi cattolica. La Michaeliskirche è quindi una delle 65 chiese simultanee in Germania.
I monaci benedettini avevano fattorie nei luoghi intorno a Hildesheim. Ad esempio, c'era un cortile che fruttava decime nel monastero di Gronau (Leine): dal 1648 un sacerdote fu nominato amministratore di questa corte.
Nel 1650 l'abside est fu abbattuta in quanto fatiscente, con crollo della torre orientale e parziale distruzione del soffitto. Dodici anni dopo, dovettero essere demoliti anche la torre occidentale e il transetto di sud-ovest; nel processo, il tratto meridionale barriera del Coro degli Angeli andò distrutto. La torre est fu ricostruita e coperta da una cupola barocca nel 1672.
Joachim Barward Lauenstein, predicatore di San Michele dal 1727 al 1745, scrisse ampi lavori sulla storia della chiesa locale.

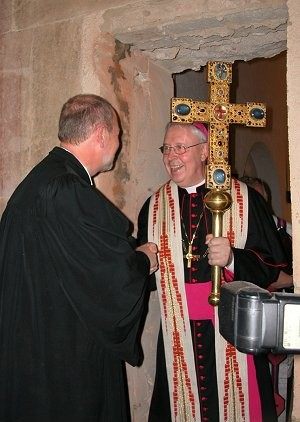
Il vescovo Norbert Trelle con la Croce di Bernoardo) e Eckhard Gorka (26 giugno 2006)

Nel 1809 la chiesa fu chiusa e utilizzata dall'ospedale, che era stato ospitato nel chiostro sin dalla secolarizzazione. La parrocchia si trasferì alla chiesa di San Martino, oggi parte del Museo Roemer e Pelizaeus). Dopo un'accurata ristrutturazione sotto Conrad Wilhelm Hase negli anni dal 1855 al 1857, la congregazione tornò alla chiesa. Dalla chiesa di San Martino la congregazione portò con sé il fonte battesimale in bronzo del 1618, la pala di San Giovanni del 1520 e l'epitaffio Bothmer del XVII secolo, opere che sono ancora oggi in San Michele.

### Il Novecento
Durante la seconda guerra mondiale, la chiesa di San Michele fu distrutta durante i raid aerei su Hildesheim il 22 febbraio, 3 marzo e 14 marzo 1945 e distrutta da bombe ad alto esplosivo e incendiario nell'ultimo raid aereo sulla città il 22 marzo 1945. Il soffitto in legno e gli altri tesori d'arte erano già stati trasferiti su iniziativa del curatore provinciale Hermann Deckert e rimasero intatti. La barriera del Coro degli Angeli era assicurata da un muro protettivo in modo che non fosse danneggiata. Dopo la fine della guerra, la chiesa fu ricostruita a partire dal 1947 sui resti preromanici secondo il progetto originario. Il 20 agosto 1950 la navata e il transetto occidentale furono riconsacrati. La chiesa fu finalmente completata e riconsacrata nel 1960. Nel 1985 è stata inclusa nel patrimonio mondiale dell'UNESCO, che comprende anche la cattedrale di Hildesheim, il tesoro della Cattedrale e il cespuglio di rose millenario della cattedrale.
Nel 1999 la chiesa ha ricevuto un nuovo organo per opera di Gerald Woehl, progettato per opere d'organo sia barocche che romantiche, ruotato di 45° sotto l'arco meridionale del transetto occidentale.
Dal 2005 al 2010 l'interno di San Michele è stato completamente restaurato. Nel corso di questo lavoro sono state effettuate indagini archeologiche nella chiesa da febbraio a giugno 2006. Quando il pavimento è stato rinnovato, è stato abbassato di circa 15-18 centimetri. La chiesa e la cripta sono così tornate al livello originario e sono state nuovamente collegate da due passaggi. La lapide del XIV secolo, che si trovava nel telaio della porta, ha trovato un nuovo posto nel coro sopra la cripta. La sacrestia adiacente alla cripta è condivisa dalla congregazione cattolica della Maddalena e dalla congregazione evangelica di San Michele come parte dell'ecumenismo del quartiere. Nel dicembre 2008, le opere principali create da Thomas Duttenhoefer (crocifisso, altare, pulpito e leggio) sono state installate nel presbiterio a est e nel 2010 si è aggiunto un albero battesimale della stessa mano.

## Architettura

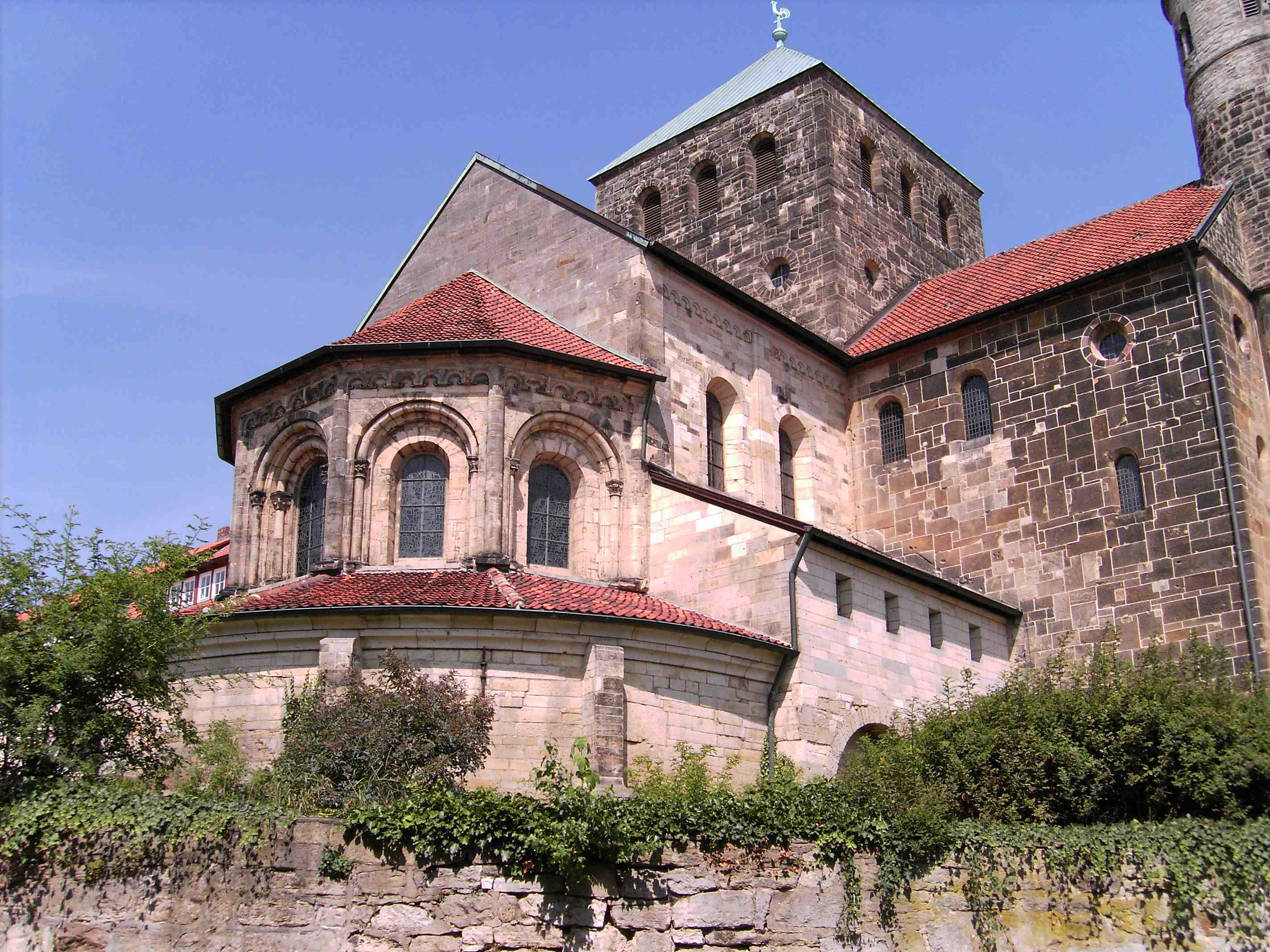
Coro ovest

San Michele è una basilica a due cori, tre navate con due transetti e una torre quadrata su ogni incrocio. Il coro principale con il suo presbiterio si trova a ovest. Ad est, solo uno spazio rettangolare è inserito tra l'incrocio e l'abside. I transetti sono fiancheggiati da due torri scalari minori, ciascuna ottagonale nella parte inferiore e tonda nella parte superiore (dall'inizio del tetto spiovente).

### Stile architettonico

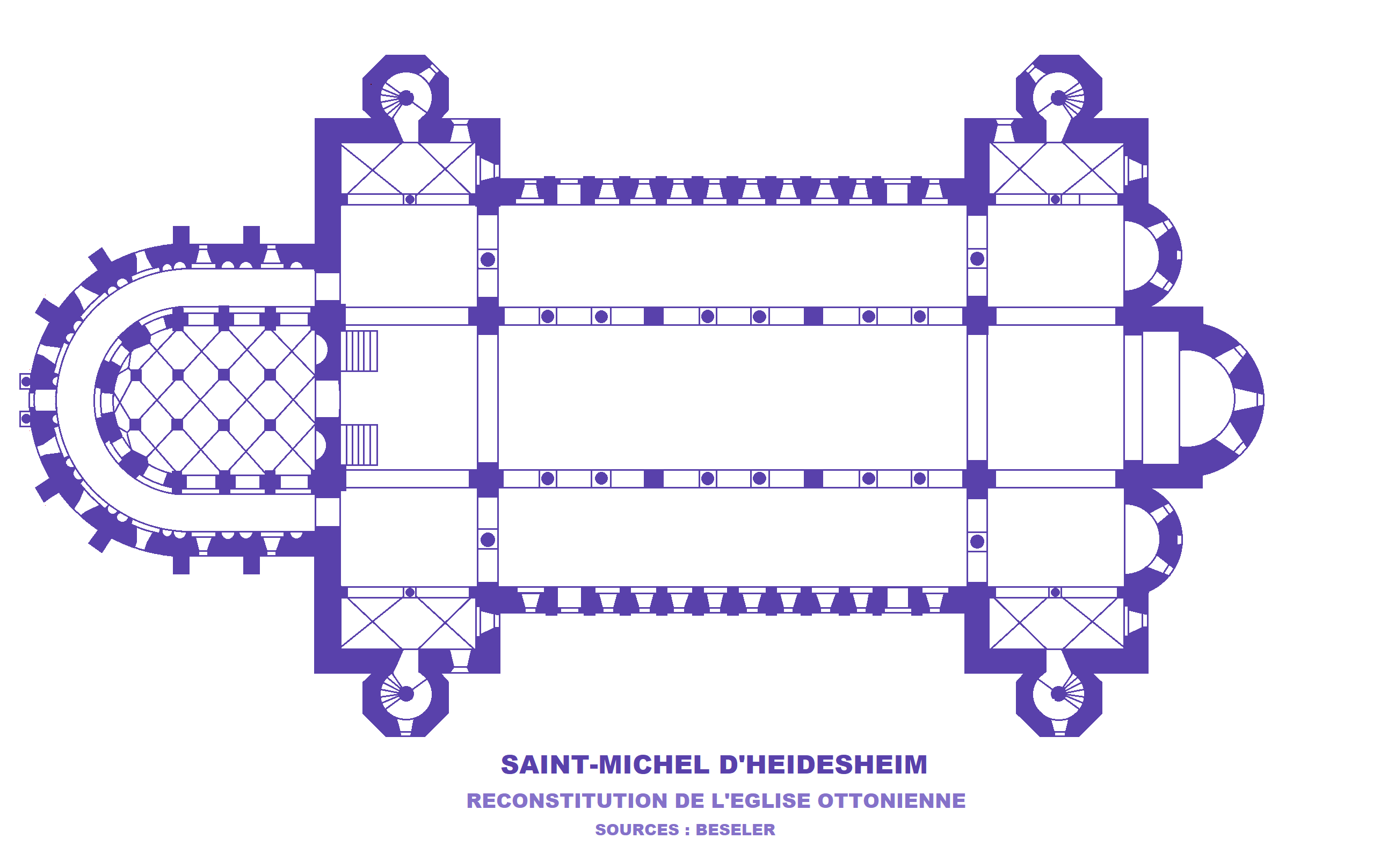
Planimetria

La chiesa di San Michele è una delle chiese più importanti conservate nello stile architettonico ottoniano o preromanica. La costruzione complessiva e le singole forme mostrano un chiaro ulteriore sviluppo rispetto all'architettura antica, paleocristiana, bizantina e carolingia. Tra le novità del primo periodo romanico che qui si possono vedere vi sono l'organizzazione spaziale della navata, dell'abside e il rapporto di 2:1 tra l'altezza e la larghezza dei vani. La visione d'insieme illustra il rigoroso ordine cubico, che irradia l'impressione di potere arcaico. La planimetria mostra un equilibrio approssimativo tra le ali est e ovest. Il gruppo dell'abside e del transetto a est corrisponde al gruppo ovest.
L'edificio, che presenta analogie con la più antica chiesa abbaziale di Saint-Riquier, è quindi costituito in pianta dallo schema geometrico con tre quadrati: uno relativo al corpo centrale a tre navate, due simmetrici con transetti e due cori, con una torre quadrata in ognuno dei punti d'intersezione. Il coro occidentale è enfatizzato da un deambulatorio e dalla cripta. Anche l'alzato è calcolato su proporzioni armoniche di tipo matematico (1/1, 1/2 o 1/3) e si ha una visione come di solidi geometrici definiti dalle murature lisce e compatte che si intersecano in un gioco di vuoti e pieni. Vi sono inoltre due ingressi in ogni abside e 4 ingressi sui lati settentrionale e meridionale della chiesa.
L'esterno mostra un perfetto equilibrio tra componenti verticali (gruppi di torri) e orizzontali (navata centrale, transetti). I due gruppi di torri ugualmente equilibrati, torri centrali a forma di cubo con tetti piramidali e torri scalari, a est e ovest, che delimitano saldamente la navata, creano la coesione visiva del complesso. In stile gotico furono aggiunte le finestre ogivali nella navata sud.

### Geometria e simbolismo numerico

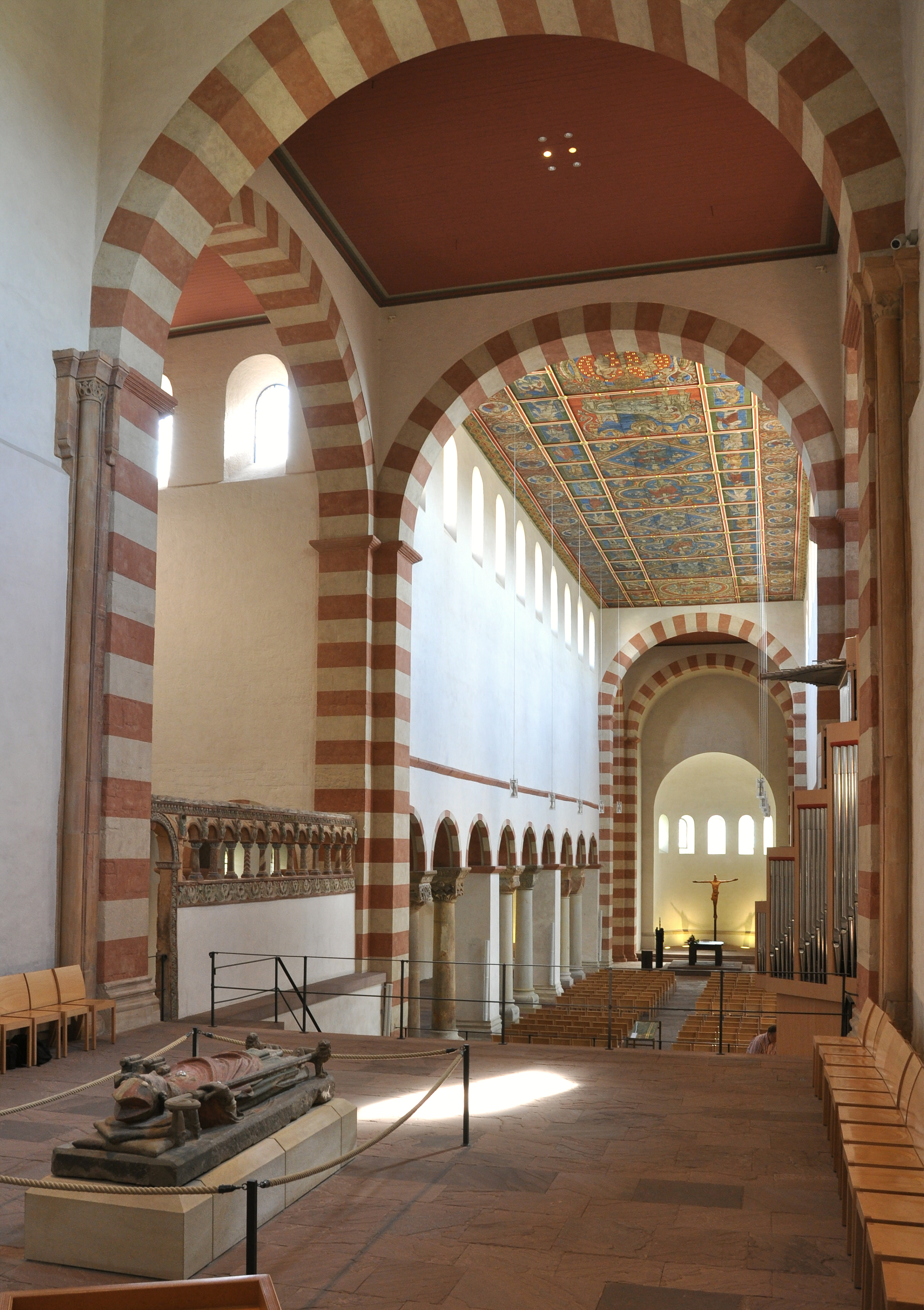
Vista dal coro ovest

A prima vista, l'intero edificio sembra seguire un concetto geometrico sviluppato su quadrati della stessa dimensione, in cui lo spazio della crociera è stata presa come unità base per la costruzione complessiva, l'unità di misura in base alla quale l'intera struttura è stata proporzionata. Questo quadrato appare una volta in ciascuno dei quattro bracci del transetto, tre volte nella navata centrale, e infine di nuovo nel coro ovest tra transetto e abside. In effetti, l'edificio è interamente dimensionato su una sottile griglia di poligoni regolari e da solidi platonici, che di fatto è nascosta ad occhio nudo e si concretizza solo nella struttura plani-volumetrica. La matematica richiesta per questa operazione non era ancora disponibile nell'impero ottoniano, motivo per cui si dovrebbe pensare a un matematico bizantino alla corte dell'imperatrice bizantina Teofano. I numeri possono essere letti dall'esecuzione geometrica di diversi elementi strutturali, che riflettono aspetti teologici secondo il simbolismo numerico medievale.

### Portici, soffitti, luci
Secondo un'idea di Bernoardo, ciascuna delle due arcate della navata è costituita da quattro pilastri quadrati, tra i quali stanno due colonne rotonde con capitelli cubici. Questo tipo di cambio di colonna è noto come Stützenwechsel e diffuso in Bassa Sassonia a causa della sua introduzione a Hildesheim. Una stretta cornice separa i portici dall'alto muro. Poiché questa chiesa non ha ancora le volte, manca la successiva divisione del muro da pilastri murari. Il soffitto piatto in legno della navata centrale risale al XIII secolo nella sua forma attuale.
Come di consueto per le basiliche, l'interno è illuminato sia dalla parte alta della navata centrale, sia dalle finestre delle navate laterali. Queste ultime finestre, comunque, non sono più quelle originali. La navata sud presenta monofore del periodo gotico, mentre le finestre nella navata nord furono realizzate in forme romaniche quando il muro esterno fu restaurato da Conrad Wilhelm Hase dal 1855 al 1857.

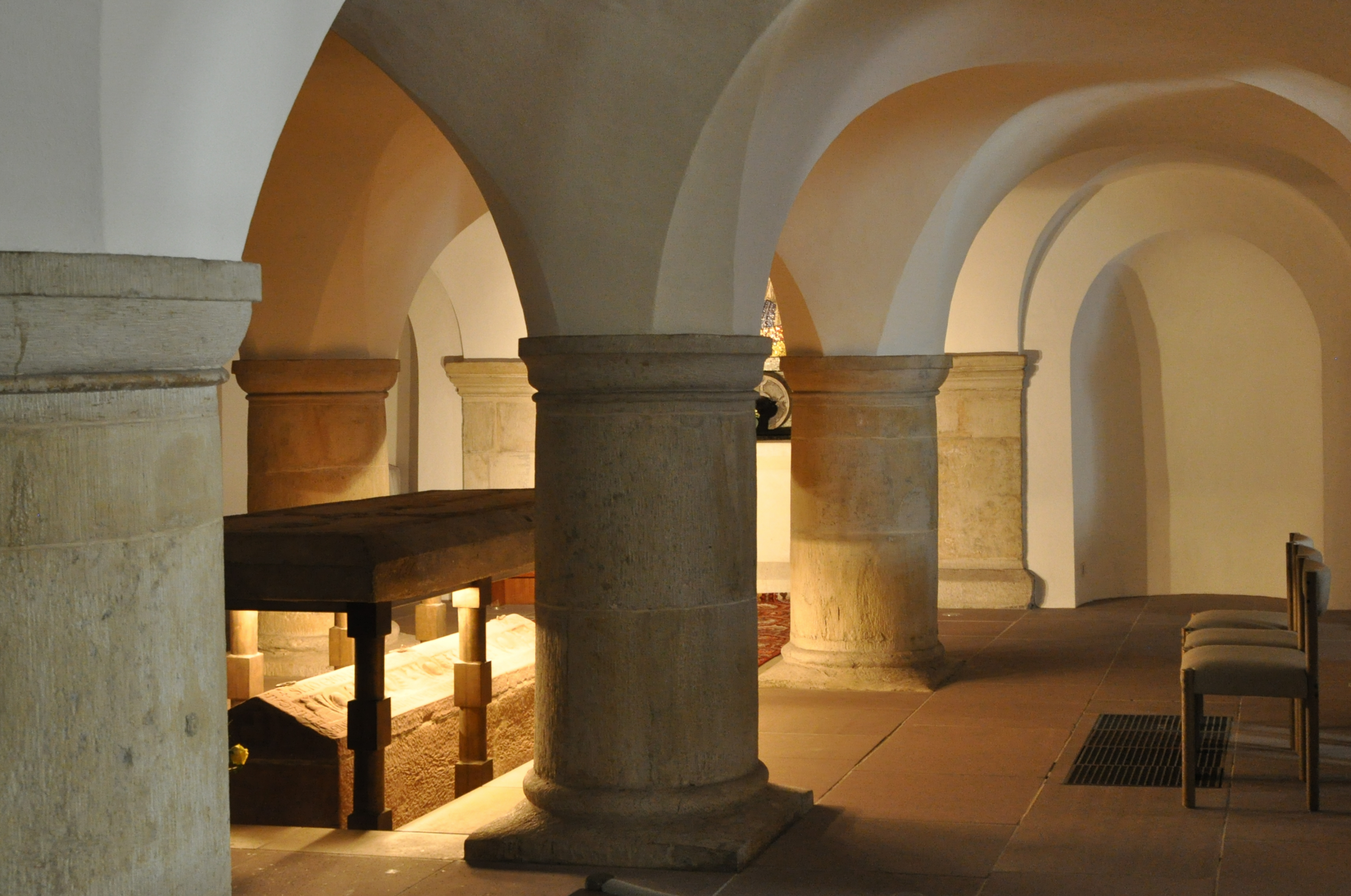
Tomba di Bernoardo nella cripta

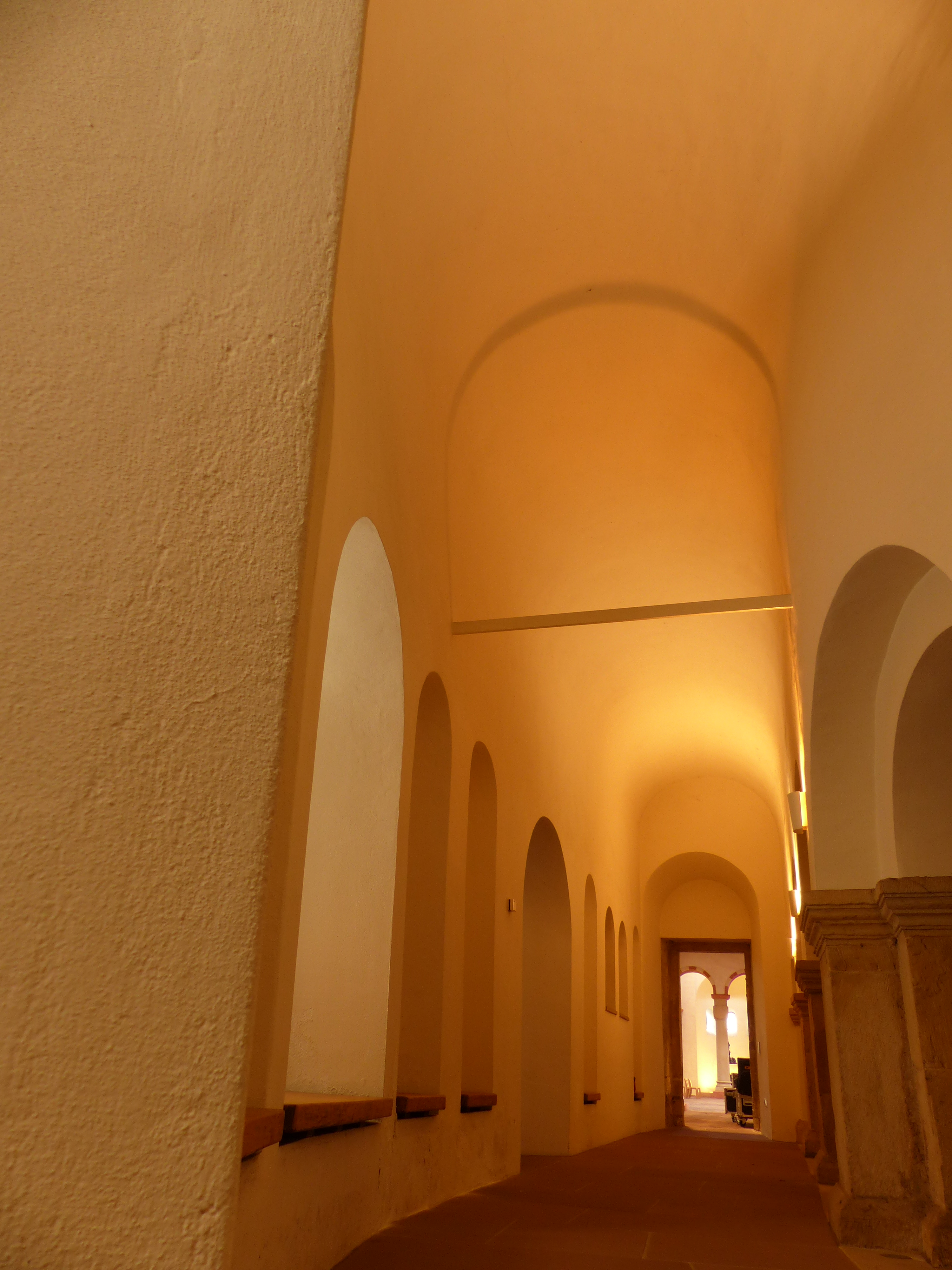
Accesso alla cripta

### Coro Ovest e cripta
Di fronte all'abside a est si trova il coro ovest, architettonicamente più elaborato. Il suo pavimento è un piano sopra quello della navata centrale e del coro est. La barriera corale non è originale: solo quella del coro settentrionale è sopravvissuta. Il cleristorio del coro occidentale ha ricevuto la sua attuale forma nel terzo decennio del XIII Secolo, quando già si stavano costruendo altre chiese in stile gotico. Al centro del coro occidentale si trova il monumento funebre dedicato a Bernoardo. La tomba vera e propria, per secoli il luogo più sacro di questa chiesa, si trova appena sotto, nella cripta. La cripta risale all'XI secolo ed è circondata da un deambulatorio costruito nel XIX secolo. A causa della manipolazione delle finestre, la cripta di Bernoardo ha perso l'atmosfera originale, certo più buia di oggi.

### Interpretazione
San Michele viene spesso definito il castello di Dio. In effetti, grazie alla sua posizione, alle massicce mura e alle torri difensive, l'edificio dà un'impressione simile a un castello. Tuttavia, l'idea principale è rappresentata più appropriatamente con la città di Dio. Sebbene la città fortificata medievale sia sempre stata allo stesso tempo un castello, l'attenzione qui non è sull'aspetto difensivo della guerra, ma piuttosto sull'aspetto abitativo e comunitario tra Dio e gli uomini, una sorta di "tempio totale". La costruzione geometrica ricorda le dimensioni del tempio della nuova Gerusalemme descritto nel Libro di Ezechiele (40), così come la pianta quadrata della città di Dio secondo l'Apocalisse di Giovanni (21, 16). È protetto contro l'oscurità e il male da San Michele, l'uccisore del drago, ma ha porte spalancate per il popolo di Dio da tutti gli angoli della terra.

### La chiesa di San Michele come modello architettonico
La chiesa di San Michele continuò a funzionare come modello architettonico fino alla fine del periodo romanico, ad esempio un decennio dopo nella basilica di Aquileia.
Per lo storicismo romantico dell'Ottocento, San Michele era uno dei principali simboli dell'idea religiosa dell'Impero e influenzò numerosi edifici ecclesiastici di questo tempo. La basilica di Sant'Antonio a Rheine è una copia idealizzata, così come la cattedrale di San Patroclo a Soest.
A quel tempo, i singoli elementi architettonici servivano anche come modello di progettazione: la struttura gerarchica di San Michele ha influenzato numerosi edifici, tra cui la chiesa del monastero di Fredelsloh.

## Arte e arredo liturgico

### Soffitto in legno dipinto

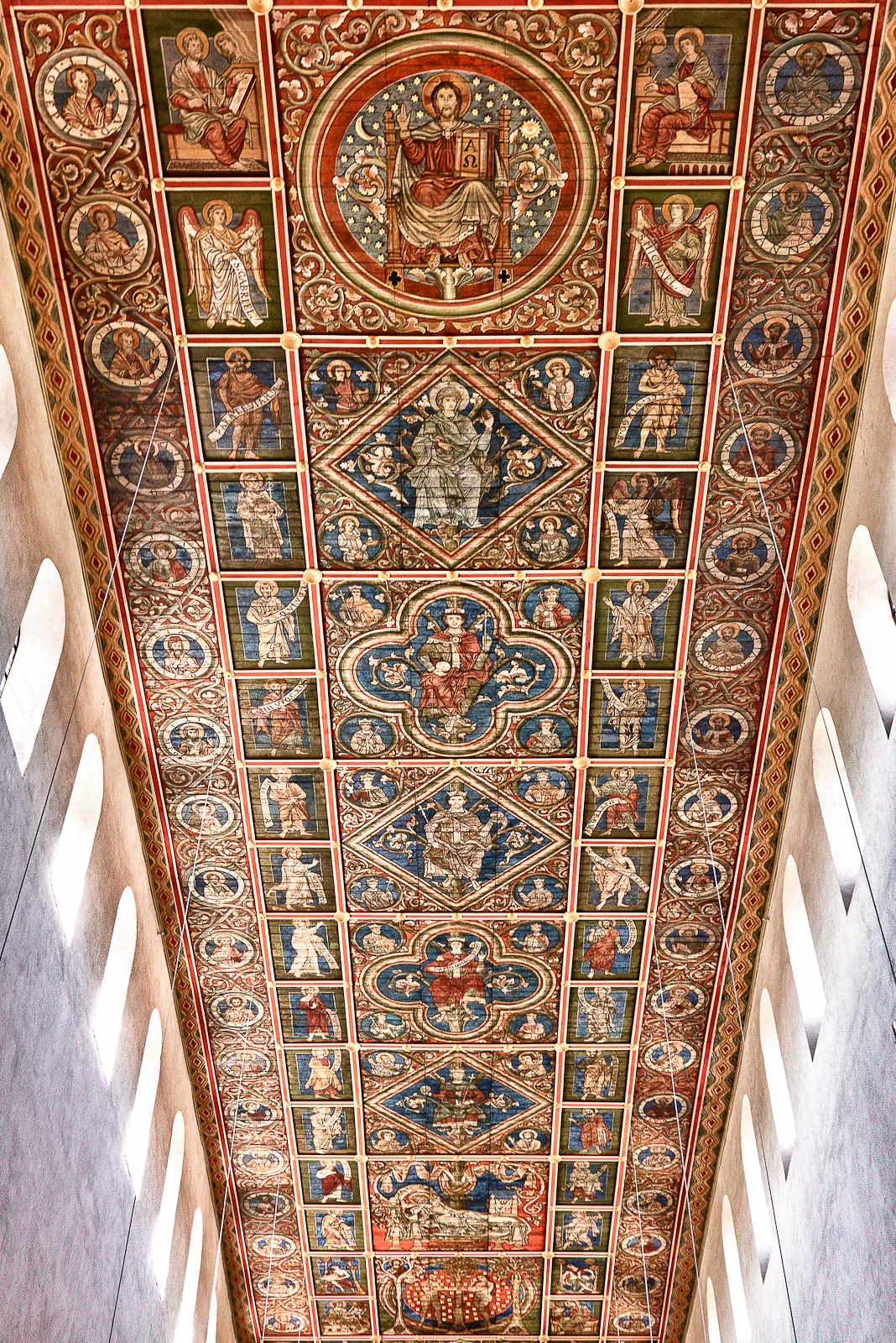
Soffitto ligneo dipinto della navata centrale

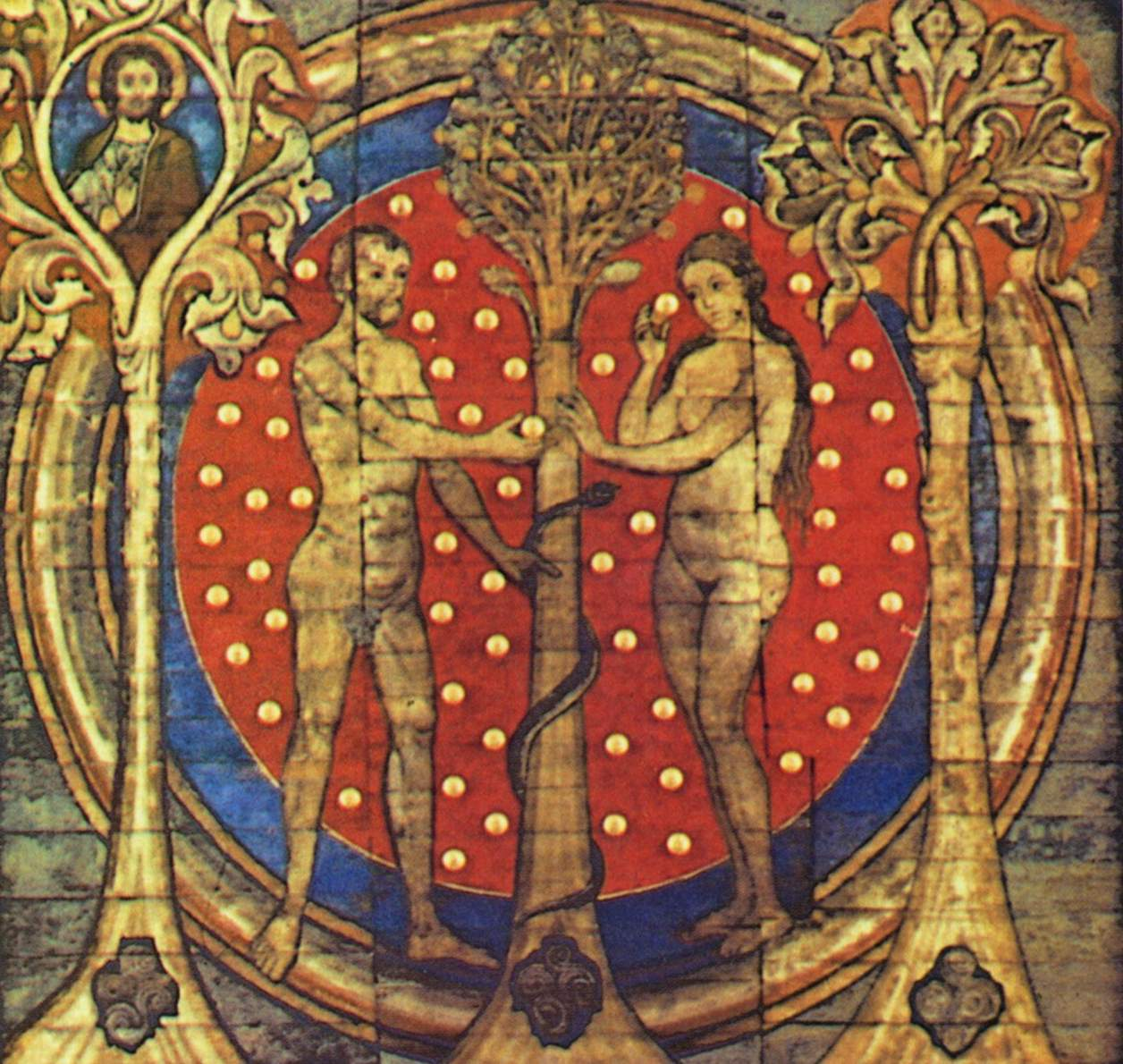
Dettaglio: il Peccato originale

Il soffitto ligneo dipinto nella navata centrale, costruito nel XIII Secolo, è unico a nord delle Alpi. Johannes Sommer ha datato il dipinto del soffitto nel 1966 contemporaneamente all'ampliamento del coro occidentale intorno al 1200 e lo ha giustificato principalmente con il fatto che era dopo l'abate Teodorico II, che si dimise nel 1204, nel monastero non sarebbe più apparsa alcuna personalità capace di tali risultati. Tuttavia, le indagini svolte nell'ambito della valutazione interdisciplinare del soffitto nel 1999 indicano che le querce utilizzate per il soffitto sono state abbattute tra il 1190 e il 1220.
Oltre ai dipinti sul soffitto di San Martino a Zillis (Svizzera) e alla chiesa di Dädesjö (Svezia), questo dipinto sul soffitto è l'unico dipinto su tavola monumentale dell'alto medioevo che è sopravvissuto ai nostri tempi. Misura 27,6 × 8,7 metri ed è composta da 1.300 assi di quercia che sono state spaccate direttamente dal tronco, senza alcun lavoro di sega.
L'immagine mostra il cosiddetto albero di Jesse, che rappresenta la discendenza di Gesù. Il dipinto è composto da otto campi principali, ma il programma iconografico originale è stato alterato nel tempo a causa della sostituzione di alcune tavole.
Il primo campo principale mostra la caduta dell'uomo dall'Eden. In questa rappresentazione, insolita per l'albero di Jesse, Adamo ed Eva stanno accanto all'albero della conoscenza. Il Cristo benedicente può essere visto nella corona dell'albero in piedi accanto ad esso. La seconda immagine principale mostra Jesse, dal cui lombo sorge un albero, che si attorciglia attraverso le seguenti immagini principali (albero di Jesse). Gli altri campi sono i "pavimenti" di questo albero. Con Davide, Salomone, Ezechia e Giosia mostrano i re d'Israele; ciascuno circonda altri quattro re senza nome. Il settimo campo mostra Maria circondata dalle quattro virtù cardinali . Ha in mano un fuso con filo rosso. Secondo il Protovangelo di Giacomo, era una delle sette vergini che hanno fatto la cortina del tempio. La posizione della sua mano ricorda quella di Eva nella prima immagine principale; questo sottolinea la sua posizione di nuova Eva. L'ottavo campo principale fu distrutto nel 1650 quando la torre del valico orientale crollò. Dalla reinstallazione del soffitto in legno nel 1960, è stato sostituito da un'immagine di Cristo come giudice del mondo sul trono.
L'immagine del paradiso è circondata dai quattro fiumi del paradiso e dagli evangelisti Marco e Luca. L'immagine di Cristo è incorniciata dagli arcangeli Raffaele, Uriel, Gabriele e Michele, oltre che dagli evangelisti Matteo e Giovanni. Ciascuna delle altre immagini principali è fiancheggiata su entrambi i lati da due rappresentazioni rettangolari, principalmente profeti; accanto a Maria sono l'arcangelo Gabriele e Isaia a destra, e Giovanni Battista in alto a sinistra; la quarta immagine non può essere chiaramente identificata (Aaron o Zaccaria). I simboli degli evangelisti sono mostrati nelle quattro immagini d'angolo.
Ci sono anche 42 medaglioni con gli antenati di Cristo sul soffitto. Secondo il vangelo di Matteo, queste sono le generazioni da Abramo (che è in uno dei medaglioni, ma non ha una posizione speciale) a Gesù. La rappresentazione degli antenati di Cristo, tuttavia, è ripresa dal Vangelo di Luca, che menziona 78 antenati e continua da Davide e non su Salomone, ma suo fratello Natan. Così sono documentate sia la discendenza reale che quella genealogica.
In origine c'era l'altare con la croce di Bernoardo sotto il quadro principale in alto, con la Colonna di Cristo direttamente dietro di esso.
Il soffitto è stato rimosso nel 1943 e conservato in vari luoghi. Nella chiesa sono rimaste le assi che sono state sostituite dopo il crollo della torre del valico orientale. Le assi originariamente utilizzate sopravvissero così alla seconda guerra mondiale. Prima della reinstallazione nel 1960, tutte le parti del dipinto sono state accuratamente pulite e restaurate.

### Barriera del coro settentrionale

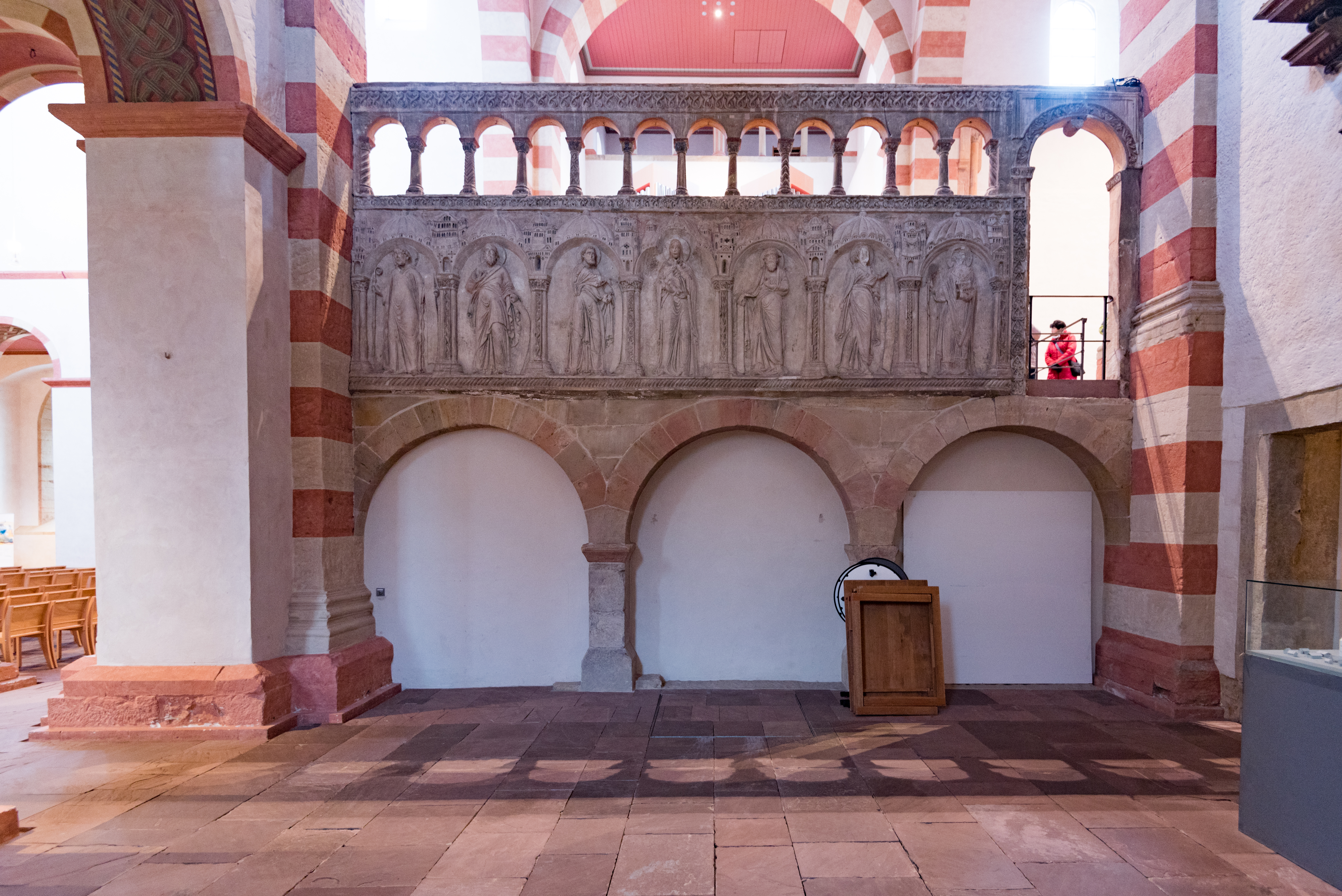
Barriera del coro

La barriera corale settentrionale (Coro degli Angeli) dimostra la vivacità dei colori dell'alto medioevo. Fu qui posizionata tra il 1194 e il 1197 dopo che Bernoardo fu canonizzato, quando la cripta e il coro furono ampliati. La controparte a sud fu distrutta nel 1662.
Le sculture che lo rivestono sono interamente in stucco. Questa tecnica di creazione per sculture e rilievi era diffusa in Bassa Sassonia e si sviluppò raggiungendo un alto grado di abilità artistica. Sul lato interno (a sud) ci sono 13 figure di angeli sopra il fregio, assieme con creature mitiche, ed alcuni reggevano striscioni.
All'esterno della barriera corale sono ancora visibili i tre archi a tutto sesto originariamente aperti verso la cripta. I sette archi in alto, lavorati a stucco, rappresentano invece la Gerusalemme celeste. In esse ci sono figure di santi, al centro la figura principale di Maria con il Bambino, a destra (est) Pietro, Giacomo e Benedetto, a sinistra (ovest) Paolo, Giovanni e Bernoardo, quest'ultimo con la in mano un modello della chiesa di San Michele. Le figure sporgono fortemente dalla superficie del muro e diventano quasi completamente rilevate in alcuni punti.

### Beatitudini
Nella navata sud ci sono otto figure femminili in stucco, nei pennacchi degli archi rivolti verso la navata centrale. Queste figure sono più vecchie dello schermo del coro. Fino alla metà del XIX secolo, sulle bandiere rette delle donne scolpite si potevano ancora leggere le Beatitudini del Discorso della Montagna. Alcune delle sculture furono gravemente danneggiate quando la chiesa fu distrutta alla fine della guerra. Delle teste originali, solo due poterono essere riposizionate durante la ricostruzione.

### Retablo di San Giovanni

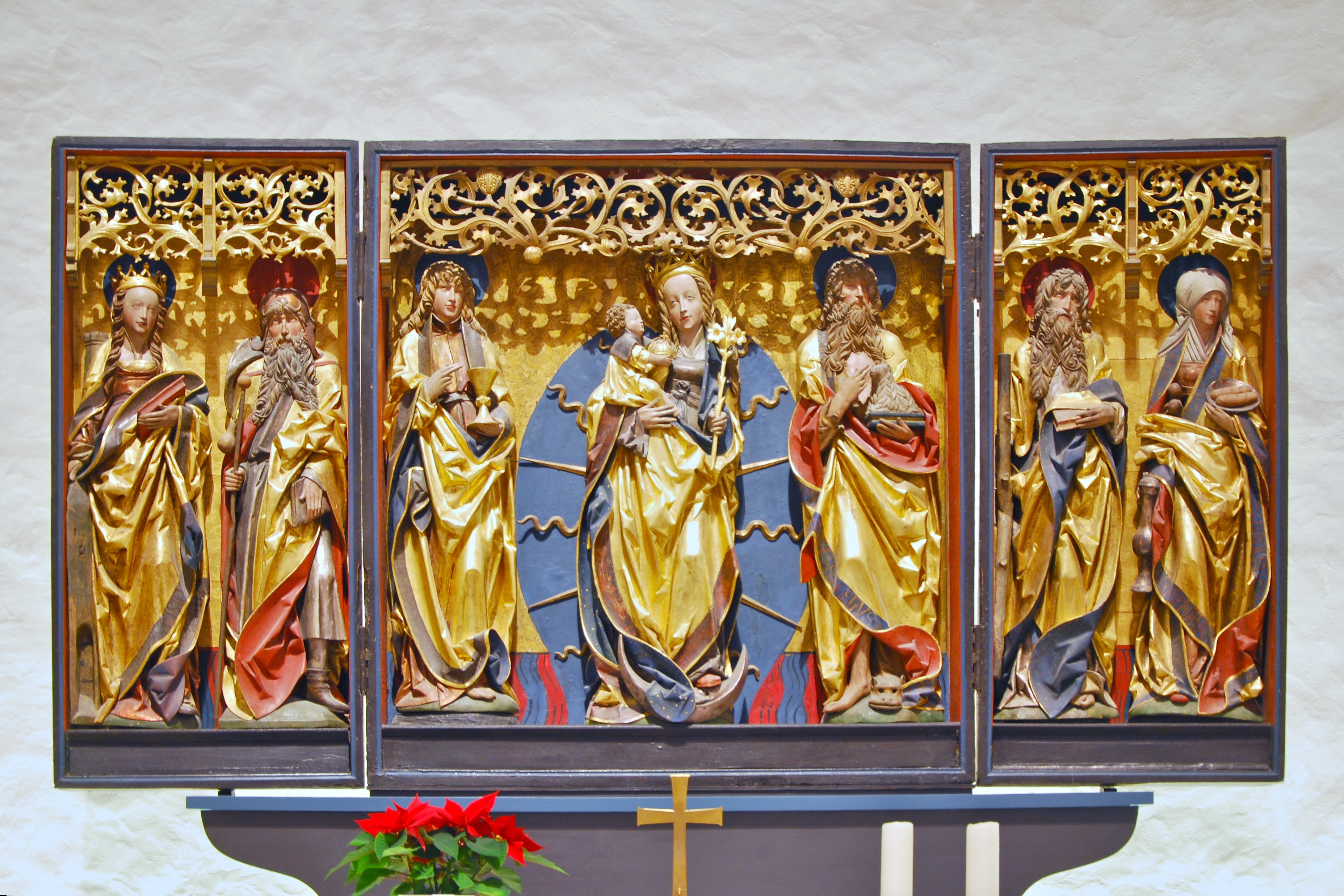
Retablo di San Giovanni, 1520

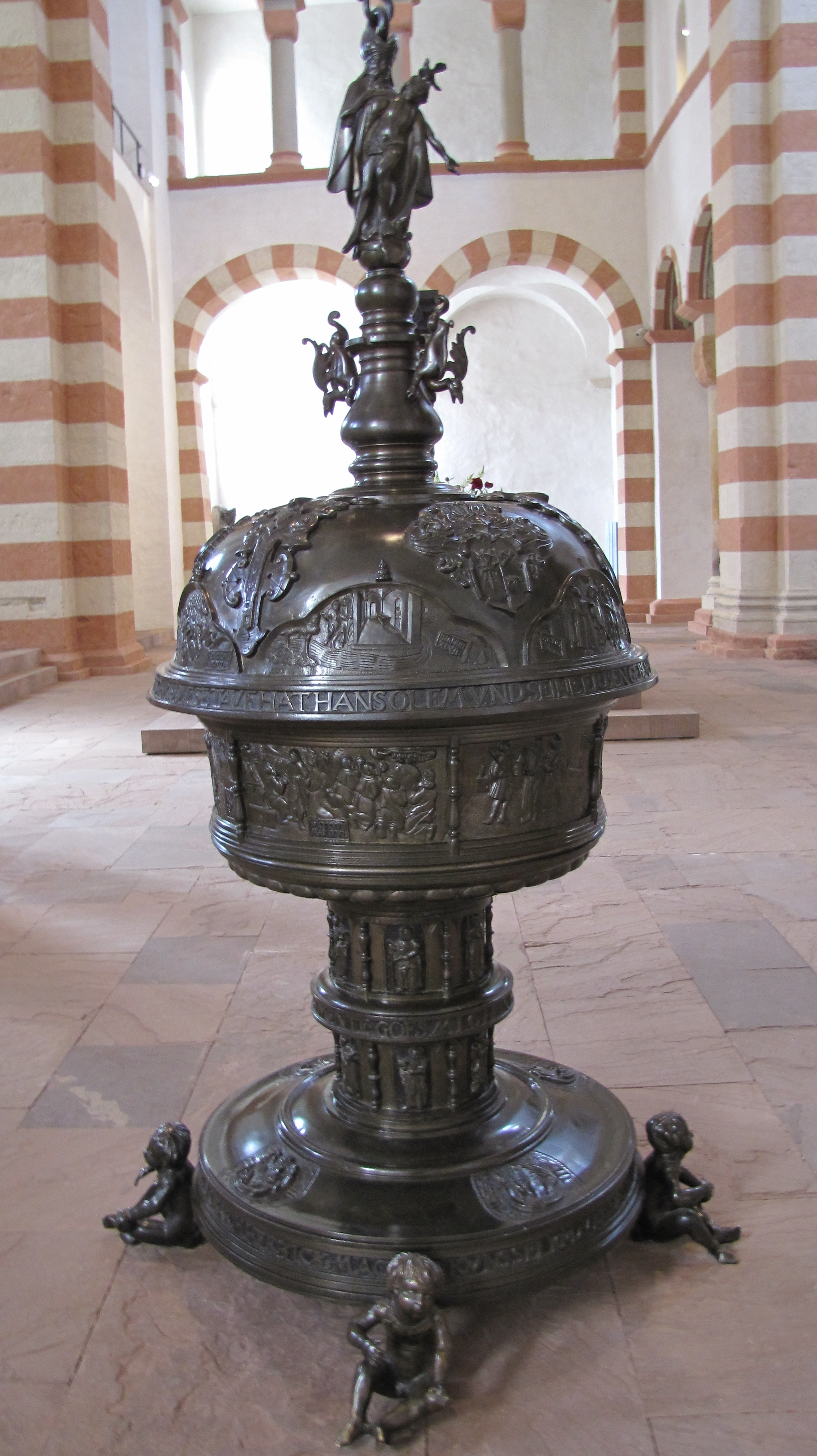
Fonte battesimale in bronzo del 1618

L'altare del coro maggiore a ovest fu costruito intorno al 1520 e originariamente era installato nella chiesa dell'abbazia di San Giovanni a Dammtor. Da lì, nel corso della Riforma, giunse all'ormai protestante chiesa di San Martino, l'ex chiesa di un convento francescano. Alla metà del XIX secolo la chiesa fu convertita in museo, oggi museo Roemer-Pelizaeus. Nel 1857, quando la congregazione cattolica di San Michele fece ritorno dalla sede temporanea in San Martino, si portò con sé l'altare, forse in sostituzione dell'altare che fu portato alla chiesa della Maddalena durante la secolarizzazione. Le due ali esterne, dipinte su entrambi i lati, sono state vendute all'associazione museale e sono ora di proprietà del museo cittadino.
L'altare è quasi sempre aperto. Al suo interno si possono vedere sette santi vestiti con vesti d'oro. Il punto focale è su Maria con il bambino Gesù, da cui anche l'appellativo del retablio Marien Altar (altare di Maria). Al suo fianco stanno a sinistra l'evangelista Giovanni, con il calice, e a destra Giovanni Battista, con l'agnello. All'interno dell'ala sinistra si trovano santa Barbara e San Giacomo, all'interno dell'ala destra Andrea apostolo ed Elisabetta d'Ungheria.
Le due ali esterne del museo cittadino mostrano le immagini dell'Annunciazione (a sinistra all'interno), l'Adorazione dei Magi (a destra all'interno), il battesimo di Gesù di Giovanni Battista (a sinistra fuori) e l'evangelista Giovanni sull'isola di Patmo (a destra fuori).

### Fonte battesimale
Già nel primo terzo del XIII secolo fu fusa una fonte battesimale in bronzo per la cattedrale di Hildesheim, che poggia su quattro figure maschili che versano acqua, simboleggianti - così come alla base della Colonna di Cristo e sul soffitto in legno dipinto - i quattro fiumi del Paradiso. Questa tradizione è stata continuata dopo la Riforma protestante a Hildesheim con il fonte battesimale in ottone del 1547 per la chiesa di Sant'Andrea, ma in uno stile tipicamente protestante. Un totale di sei opere simili successive furono create a Hildesheim e nell'area circostante, ad esempio nel 1592 per la chiesa cattolica della Santa Croce .
L'ultimo di questi fonte battesimale è il fonte battesimale in bronzo fuso da Dietrich Mente nel 1618 per la chiesa di San Martino, che si trova nella chiesa di San Michele dal 1857, portato assieme al retablo di San Giovanni come già ricordato nei paragrafi precedenti. Si trova nel transetto nord-occidentale, adibito a battistero.
Il catino e il coperchio mostrano ciascuno sei scene bibliche. I dodici apostoli sono raffigurati in due file sul pilastro inferiore. La piastra di base è sorretta da quattro putti , che ricordano vagamente i portatori d'acqua del battistero della cattedrale. Le iscrizioni indicano il committente e il creatore, il cartiglio sul coperchio con San Martino indica la posizione originaria. Il coperchio è coronato da un supporto con una rappresentazione della Trinità.

### Organo di Woehl

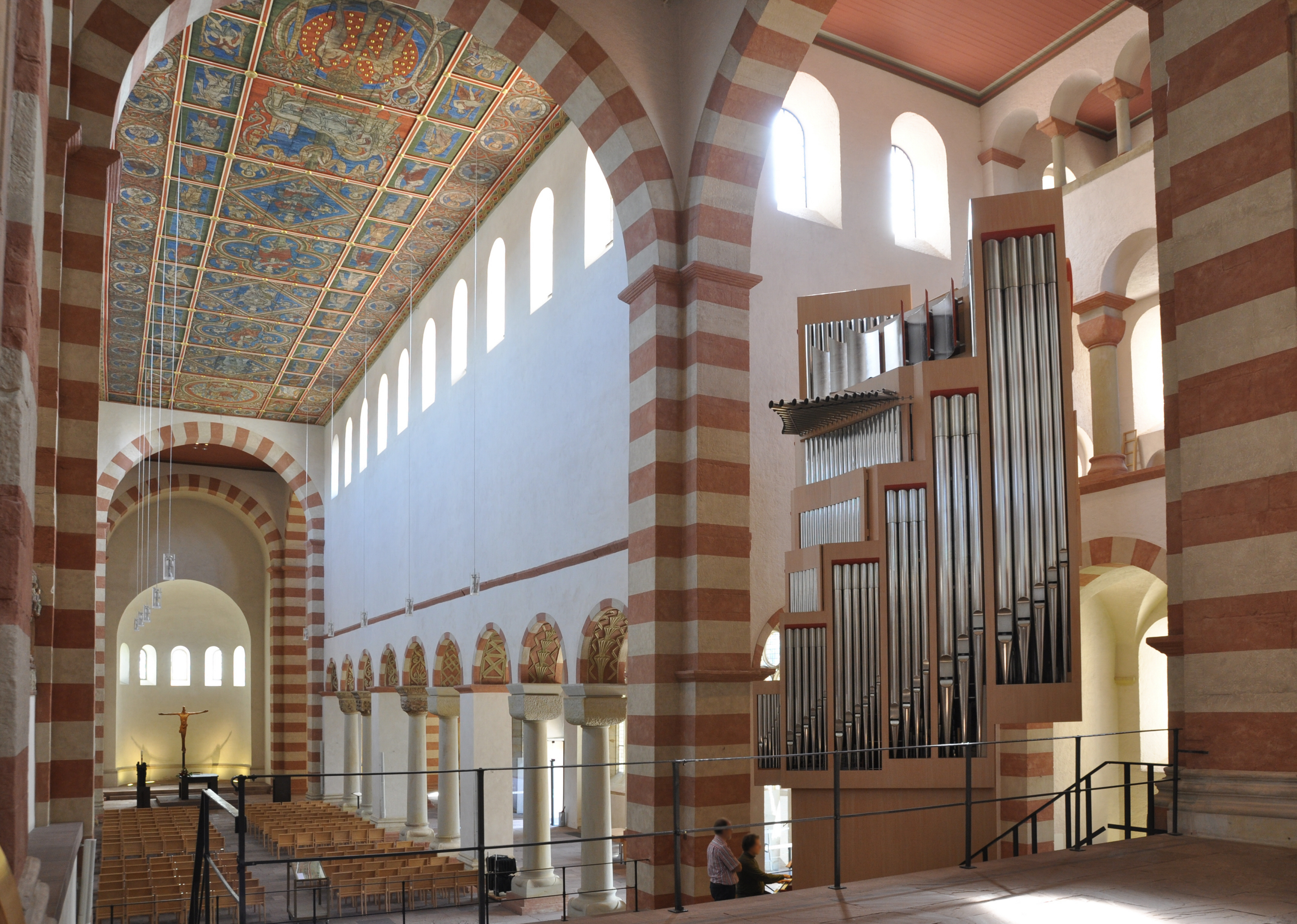
Vista dell'organo

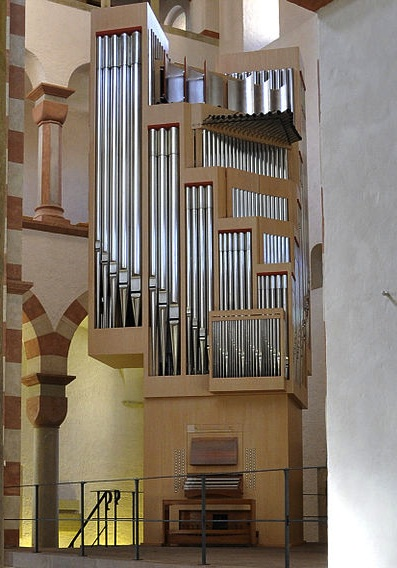
Vista dell'organo

L'organo nella chiesa di San Michele è stato costruito nel 1999 dal costruttore di organi Gerald Woehl (Marburgo). Lo strumento è libero nell'arco del transetto sud verso la crociera ovest, di fronte alla barriera corale nord. La cassa riprende la forma fondamentale dell'edificio in quanto è concepita come un quadrato angolare, spostato fuori dall'asse centrale.
L'organo è progettato per l'esecuzione di un'ampia gamma di letteratura organistica, dalla musica di J. S. Bach alla musica del periodo romantico tedesco, nonché per l'esecuzione della musica d'organo sinfonica francese, fino alla musica contemporanea. Lo strumento ha 68 registri e un registro d'effetti su tre lavori manuali e un pedale. L'azione chiave (Hängetraktur) e l'accoppiamento sono meccanici, i sistemi di trasmissione sono elettrici. Le canne del registro a pedale sono alloggiate all'esterno dell'organo.
Nella chiesa vi è anche un organo positivo a cassapanca a 4 registri.

### Finestre del coro

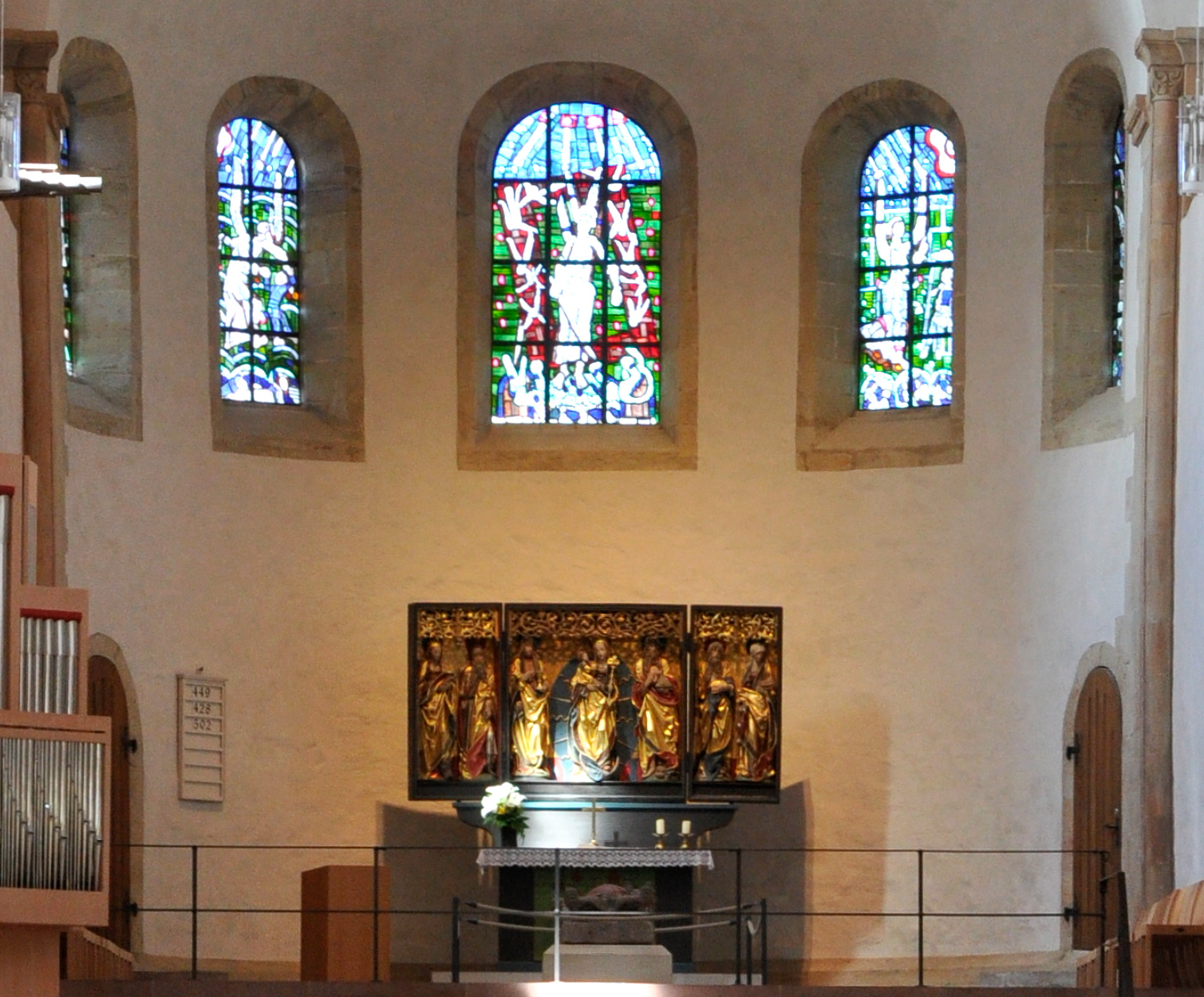
Finestre del coro, 1965

L'impressione generale degli interni (odierni) è caratterizzata dall'incidenza della luce da tutti i lati. Le finestre del coro est e ovest sono di grande importanza.
Il colore delle cinque finestre nel coro ovest con raffigurazioni di angeli, creato da Charles Crodel nel 1965, ricorda la miniatura medievale e la pittura su vetro. L'effetto complessivo è ottenuto attraverso l'immaginario moderno sviluppato dalla tradizione pittorica della pittura del soffitto. La struttura colorata delle vetrate enfatizza anche l'arrotondamento dell'abside e del coro opposto alla navata e allo stesso tempo evoca la protezione del dedicatario san Michele Arcangelo, raffigurato nella finestra centrale con una lancia spezzata come l'uccisore di Satana nella forma del drago che giace morto, e l'intera schiera celeste subordinata alla Chiesa. Sotto la finestra con Michele, all'esterno del coro ovest, all'apice dell'ambulacro, si trova la nicchia in cui è stato allestito l'altare del santo. Le altre quattro finestre del coro ovest mostrano ulteriori rappresentazioni angeliche, tra cui l'Annunciazione, l'angelo custode e un Serafino, angelo della redenzione.
Al contrario, le finestre con alberi della vita stilizzati nell'abside del coro est, create nel 1966 dall'artista di Amburgo Gerhard Hausmann, si caratterizzano per la loro semplicità. Simboleggiano, come l'intera chiesa, la Gerusalemme celeste. Nel 1971 Hausmann realizzò anche le vetrate colorate dell'abside laterale orientale. Le finestre nell'abside inferiore del transetto nord-orientale, che è usato come battistero, sono dedicate alle raffigurazioni del Diluvio come acqua del giudizio, mentre le finestre nell'abside inferiore del transetto sud-est raffigurano episodi legati all'Eucaristia.

### Opere non più nella chiesa
Le due principali opere d'arte un tempo conservate nella chiesa sono la Colonna di Cristo e la porta Berward, oggi entrambe nella cattedrale.
La Colonna di Cristo è una fusione cava di bronzo del primo terzo dell'XI secolo, sulla quale è mostrata la vita pubblica di Gesù Cristo in 28 immagini. Si trovava sotto l'arco trionfale occidentale del valico orientale fino al XVII secolo. Con la riforma della chiesa collegata alla Riforma protestante, perse il suo significato liturgico e fu spostata dalla congregazione evangelica sul transetto sud-orientale ridisegnato. Nel XIX secolo fu trasferita nella cattedrale di Hildesheim. Da settembre 2009 ad agosto 2014 è stata riportata nuovamente a San Michele, nel transetto sud-est, per la durata dei lavori di ristrutturazione della cattedrale per quasi cinque anni. La prima scena, il battesimo di Gesù nel Giordano, a nord e quindi liturgicamente in direzione dell'altare nell'incrocio est e del fonte battesimale nel transetto nord-est.
Un'altra eccezionale testimonianza di scultura in bronzo, risalente all'inizio dell'XI secolo, sono le due grandi porte bronzee della chiesa, montate nel 1015. Su ciascuna porta sono raffigurate rispettivamente otto scene tratte dall'Antico Testamento e otto scene tratte dal Nuovo Testamento , lavorate in altrettanti riquadri incolonnati. La narrazione si dispiega su ciascun episodio in maniera sciolta, con un equilibrato disporsi delle figure nello spazio, secondo schemi decorativi del Salterio di Utrecht e delle bibbie miniate della scuola di Tours.

## Campane
Con un totale di dieci campane, San Michele ha il maggior numero di campane a Hildesheim dopo la cattedrale. Queste campane sono appese a cinque torri campanarie (le quattro torri scalari e la torre di crociera orientale). La campana più antica (115 cm di diametro) risale al periodo gotico, mentre le restanti nove campane furono fuse nel tempo (le quattro nelle torri scalari furono costruite una dopo l'altra) tra il 1950 e il 1971 dal fusore di campane Friedrich Wilhelm Schilling. La grande campana è stata probabilmente la sua ultima campana fusa prima di morire all'età di 56 anni.

## Dimensioni

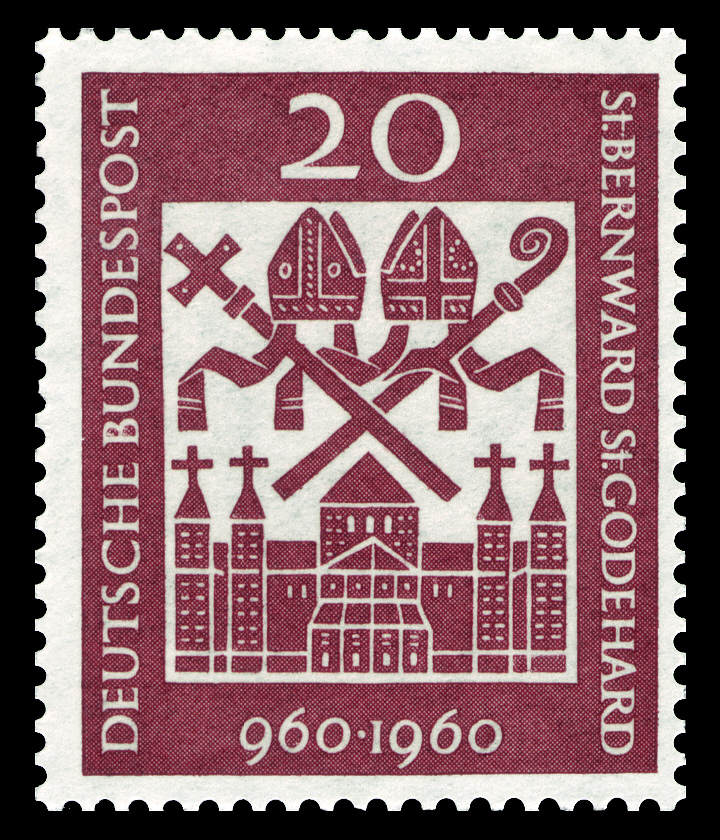
Francobollo della Deutsche Bundespost (1960) per il millesimo anniversario della nascita dei vescovi Bernoardo e Gottardo

| Lunghezza totale                                | 74.75 m |
| Lunghezza totale dei transetti                  | 40.01 m |
| Larghezza totale dei transetti                  | 11.38 m |
| Lunghezza della cripta                          | 18.36 m |
| Larghezza dell'aula                             | 22.75 m |
| Lunghezza della navata tra i transetti          | 27.34 m |
| Larghezza della navata centrale tra i colonnati | 8.60 m  |
| Altezza della navata centrale                   | 16.70 m |
| Spessore della muratura                         | 1.63 m  |
| Numero di campane                               | 10      |

## Posizione e dintorni della chiesa
St. Michael si trova all'estremità nord-occidentale del centro della città di Hildesheim, sulla collina di San Michele. Si accede alla navata attraverso il portale principale sul lato sud. Dietro la chiesa c'è un giardino, il giardino del monastero. Attraverso l'antico chiostro, raggiungibile anche tramite questo giardino, si accede ai moderni edifici della zona con il centro per il culto e per la musica sacra e la Soprintendenza dello Stato. Il centro città è raggiungibile tramite strade laterali a est e sud. Non lontano a ovest di San Michele si trova il barocco <i>Magdalenengarten</i> e a nord si trova la scuola elementare Andreanum.

## Centro evangelico di culto e musica sacra
Il Centro evangelico per il culto e la musica sacra presso la chiesa è stato inaugurato nell'agosto 2004; è un'istituzione legalmente dipendente della Chiesa evangelica luterana regionale di Hannover in collaborazione con la Chiesa evangelica in Germania (EKD). Il centro è costituito dal servizio divino e dalla musica sacra. Il centro ospita anche il personale docente e altre istituzioni e associazioni come l'Associazione dei cori della chiesa della Bassa Sassonia o l'Associazione dei musicisti della chiesa protestante nella Chiesa evangelica luterana di Hannover. La casa assume compiti amministrativi per il centro, che conta circa 40 dipendenti.
Jochen Arnold è il direttore della struttura dall'agosto 2004 e un comitato consultivo accompagna il lavoro. La supervisione è svolta da un consiglio di fondazione formato dall'ufficio ecclesiastico regionale di Hannover sotto la direzione dell'ufficiale responsabile del culto e della musica sacra.

## Galleria d'immagini

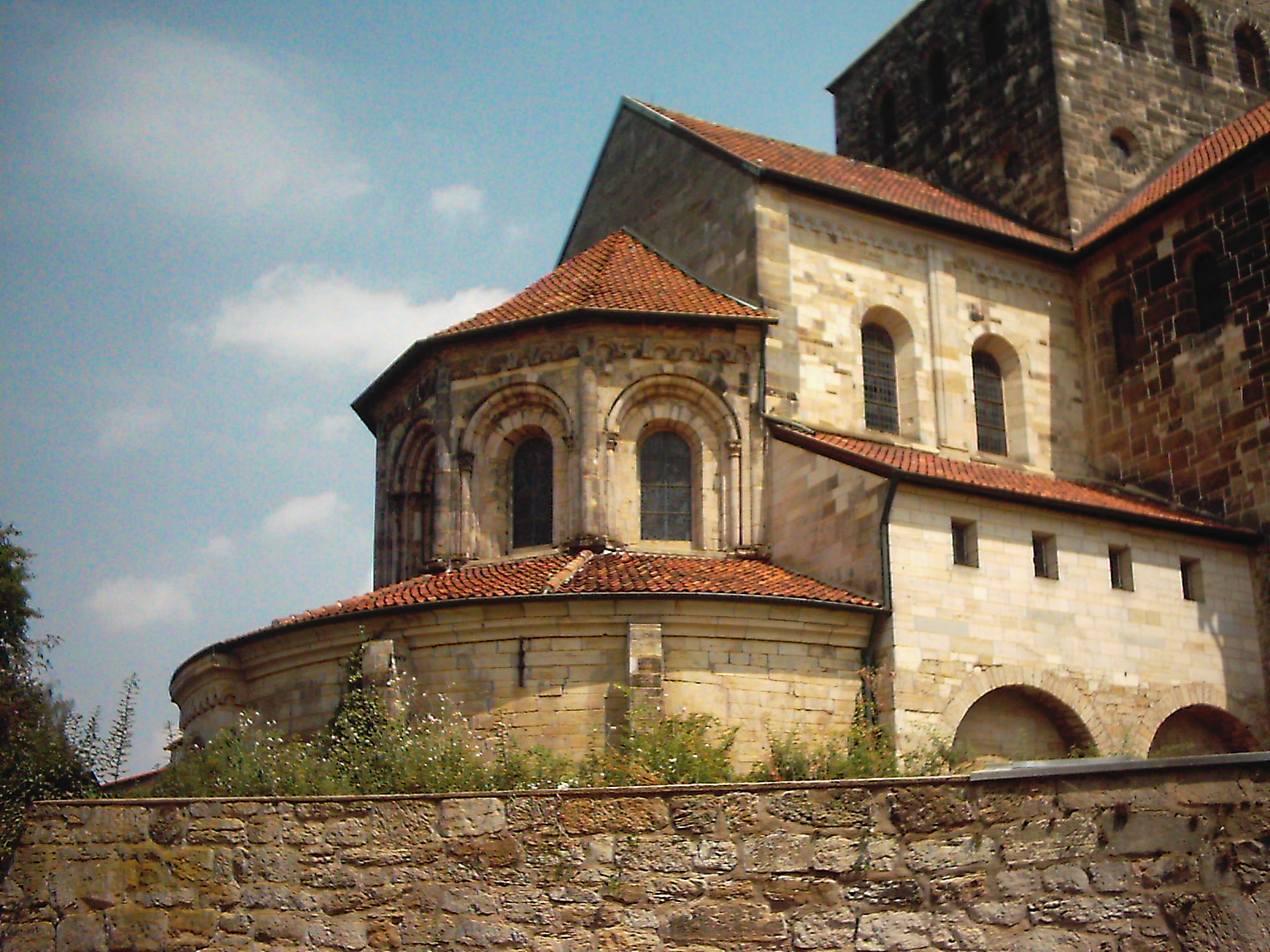
Esterno dell'abside occidentale
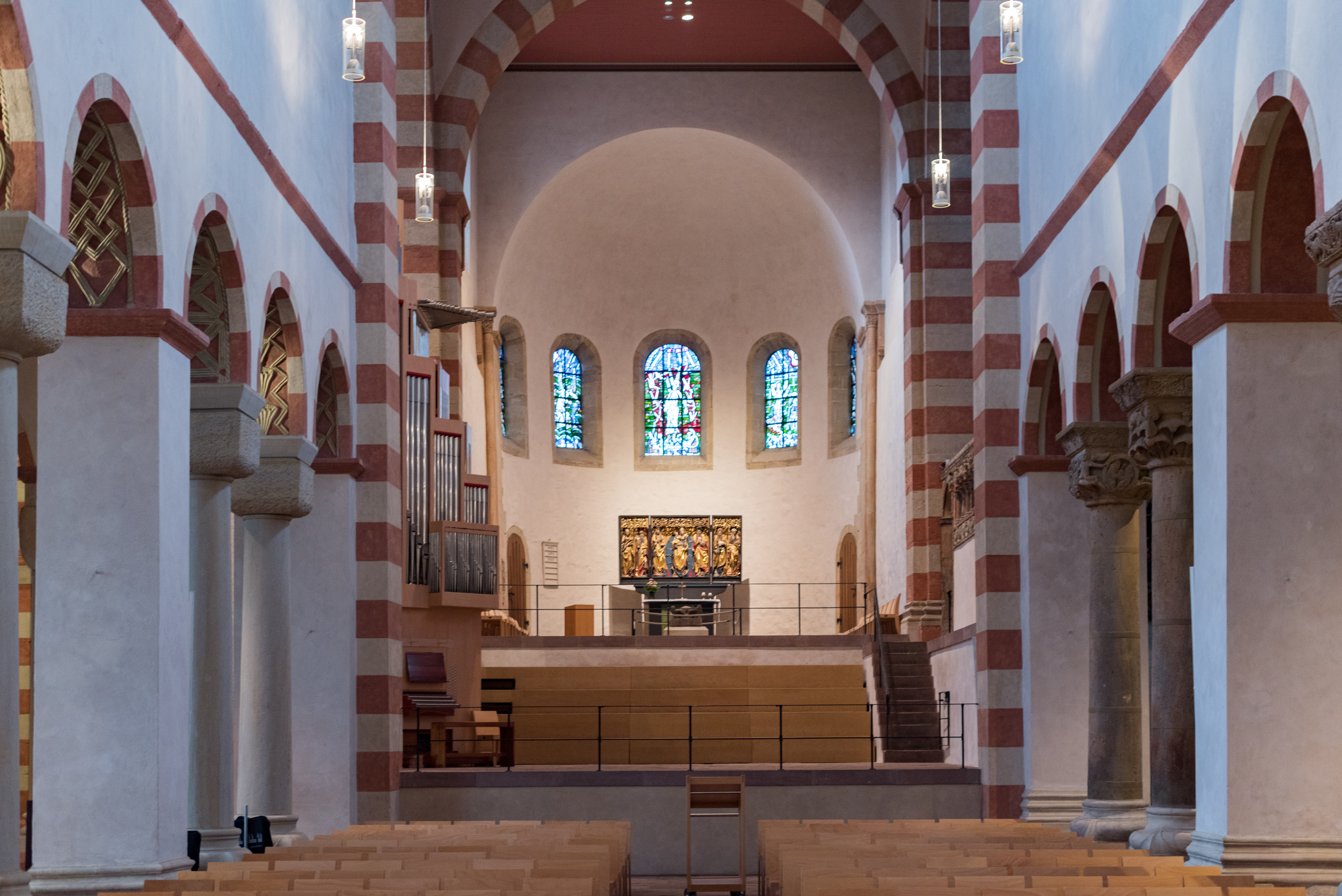
Interno verso l'abside occidentale
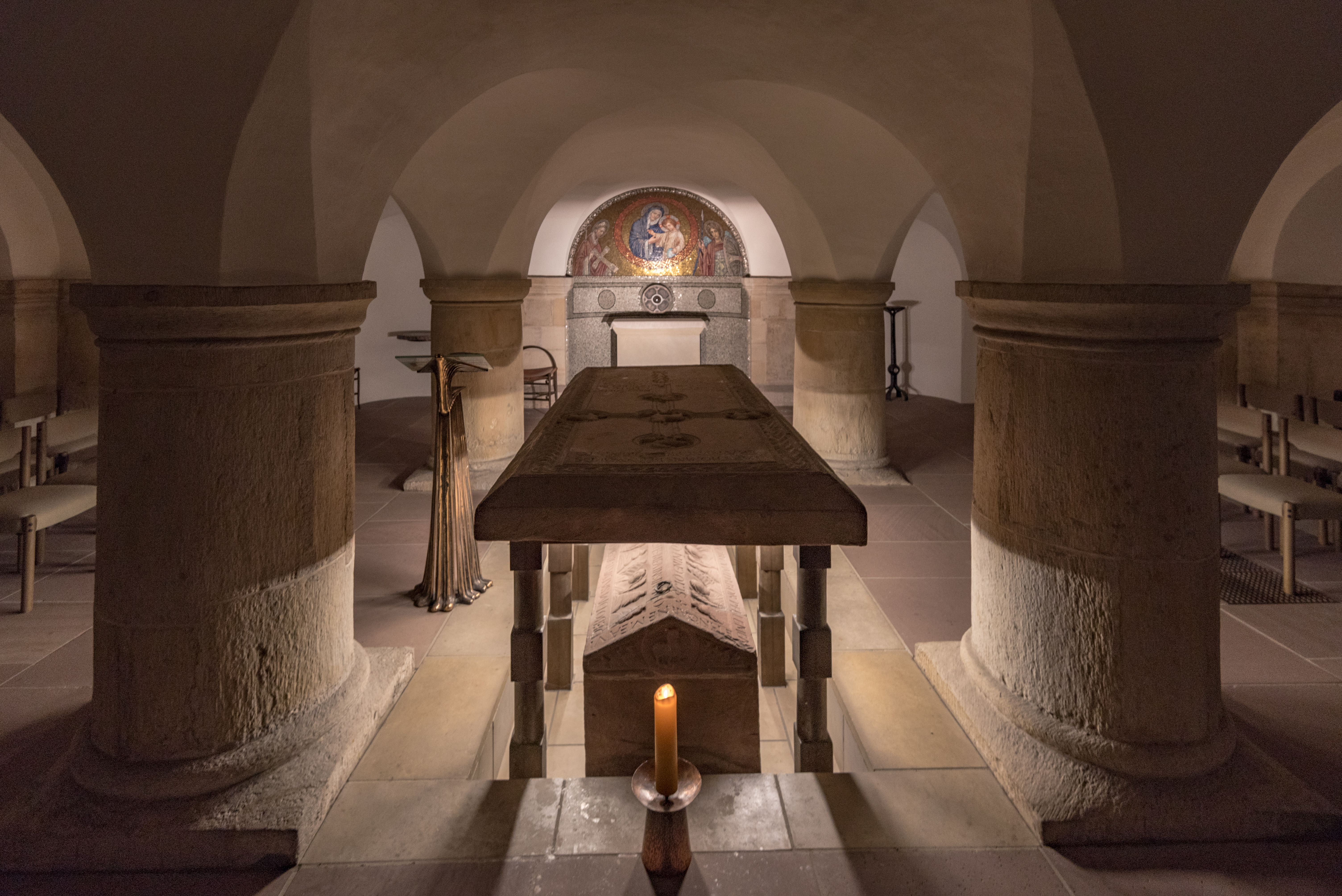
La cripta
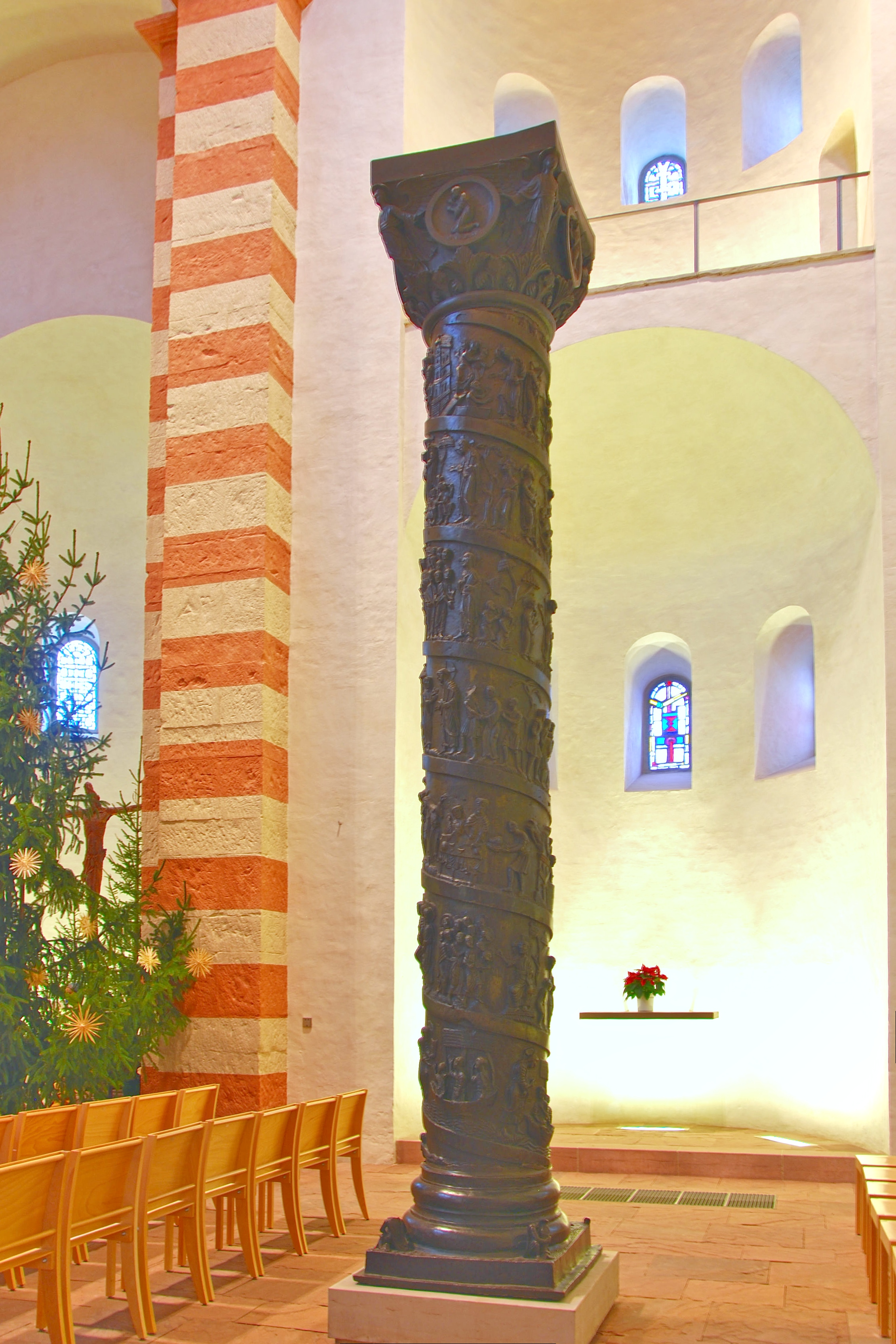
La Christussäule (XI secolo, oggi nella cattedrale)
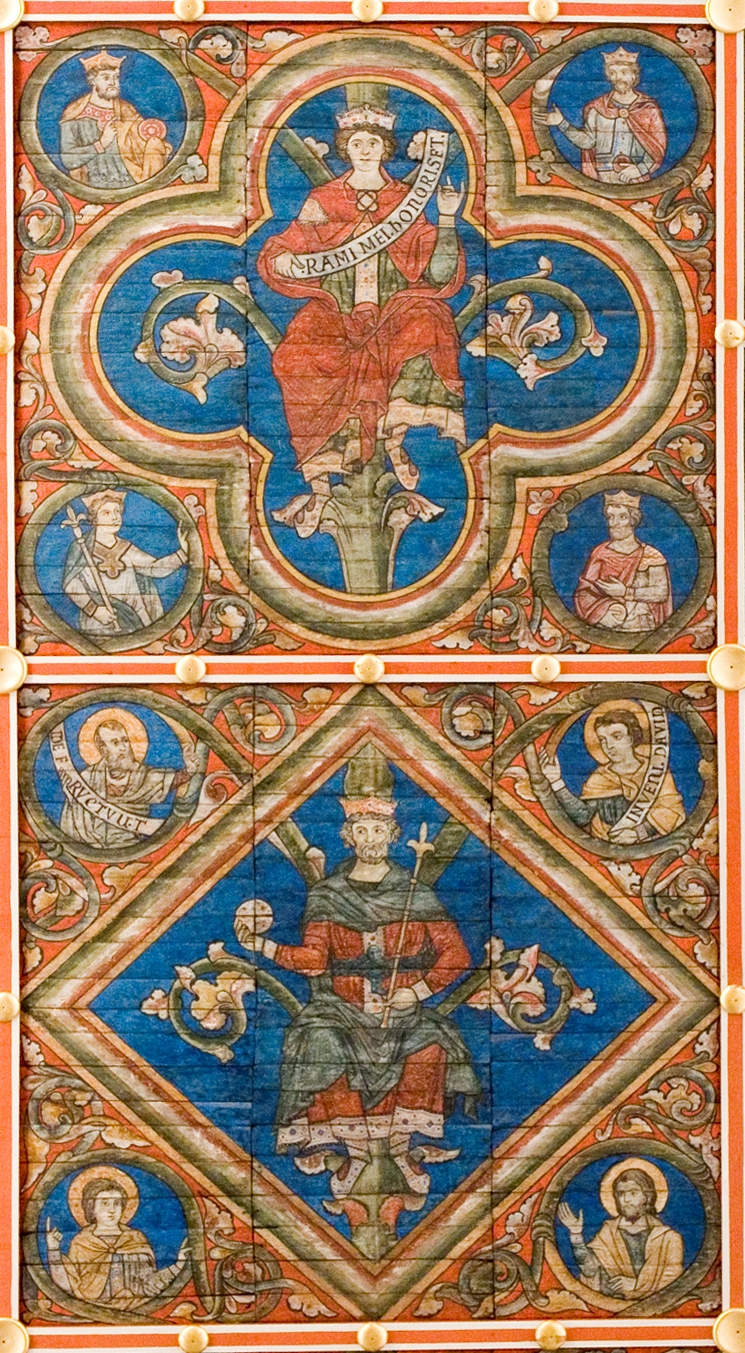
Particolare del soffitto dipinto della navata centrale
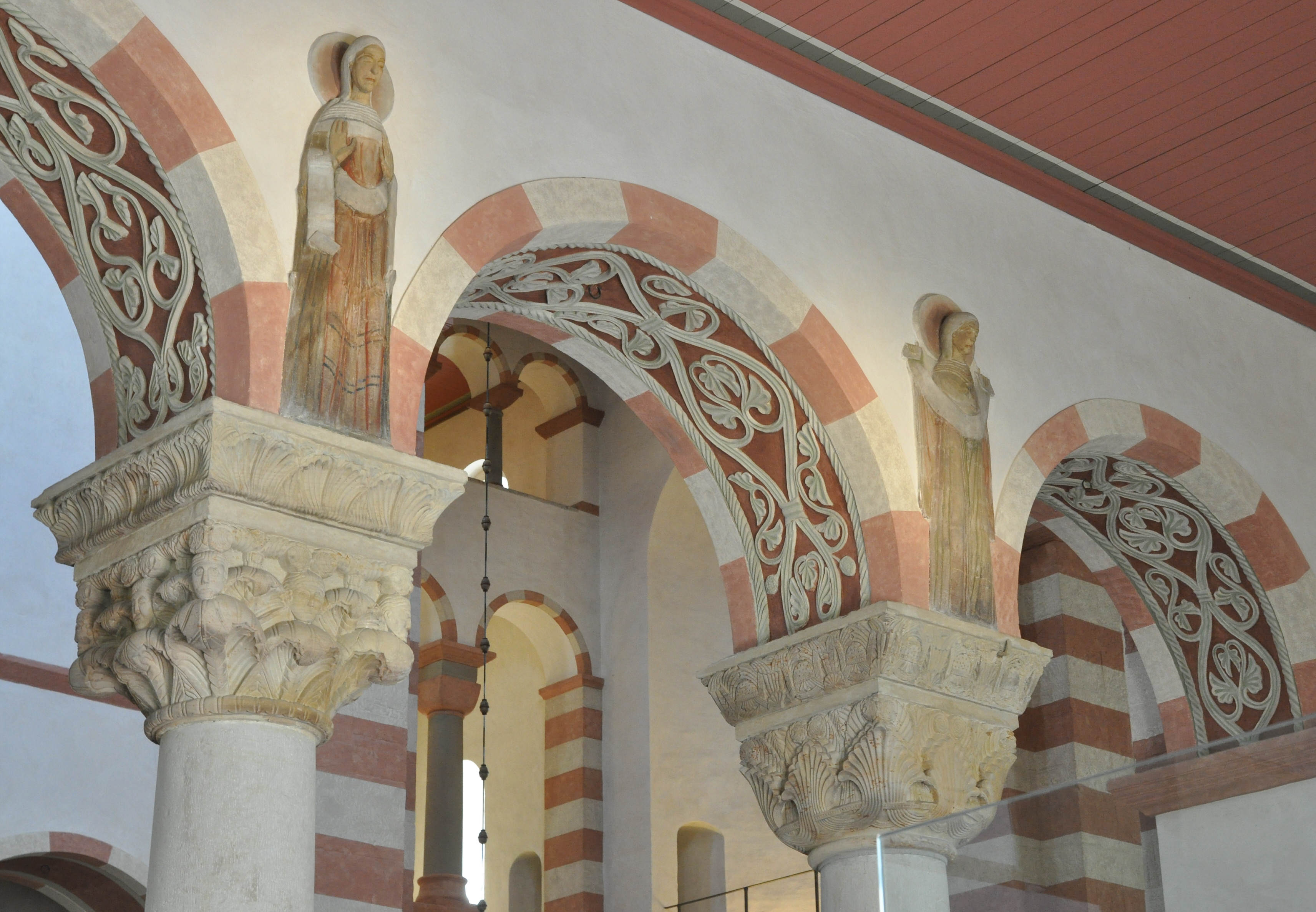
Dettaglio delle Beatitudini
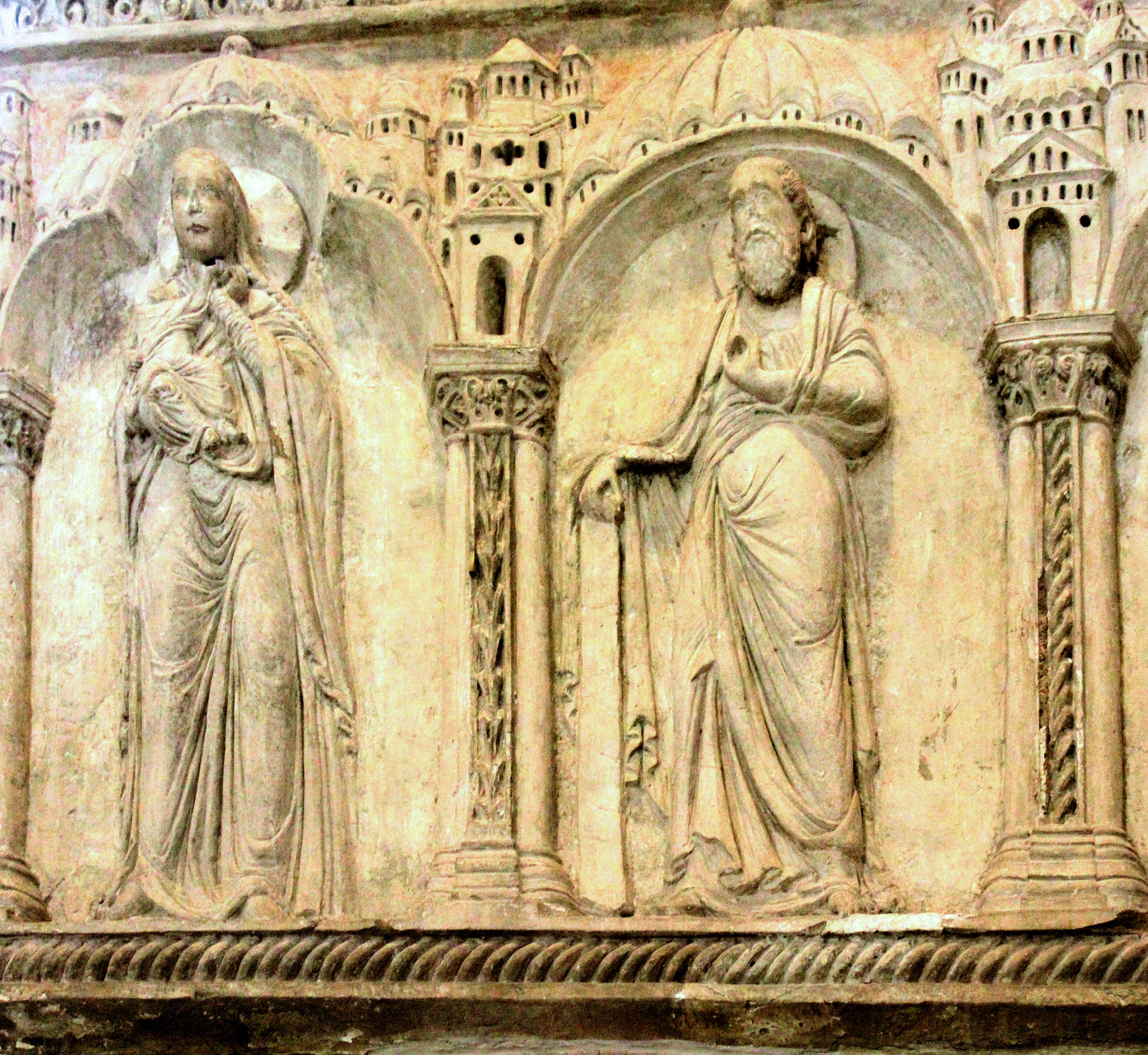
Dettaglio del Coro degli Angeli